# Parafia św. Floriana w Jednorożcu
Parafia pw. św. Floriana w Jednorożcu – rzymskokatolicka parafia należąca do dekanatu Chorzele, diecezji łomżyńskiej, metropolii białostockiej.

## Obszar parafii

### Zmiany administracyjne
Od średniowiecza północne Mazowsze podlegało arcybiskupstwu gnieźnieńskiemu, następnie biskupstwu w Poznaniu. W 1079 wyodrębniła się diecezja płocka. Do momentu utworzenia parafii w Jednorożcu miejscowości współcześnie do niej należące znajdowało się w granicach następujących parafii:
- Ulatowo-Pogorzel, Ulatowo-Słabogóra – początkowo parafia Krzynowłoga Wielka, od 1551 nowo powstała parafia Chorzele
- Jednorożec – parafia Przasnysz, od 1694 parafia Chorzele
- Stegna – parafia Krasnosielc, od 1889 parafia Chorzele
- Budy Rządowe, Nakieł – parafia Krasnosielc, od początku XX wieku parafia Chorzele
- Budziska – parafia Chorzele
- Drążdżewo Nowe – parafia Krasnosielc, od 1911 parafia Drążdżewo[2].

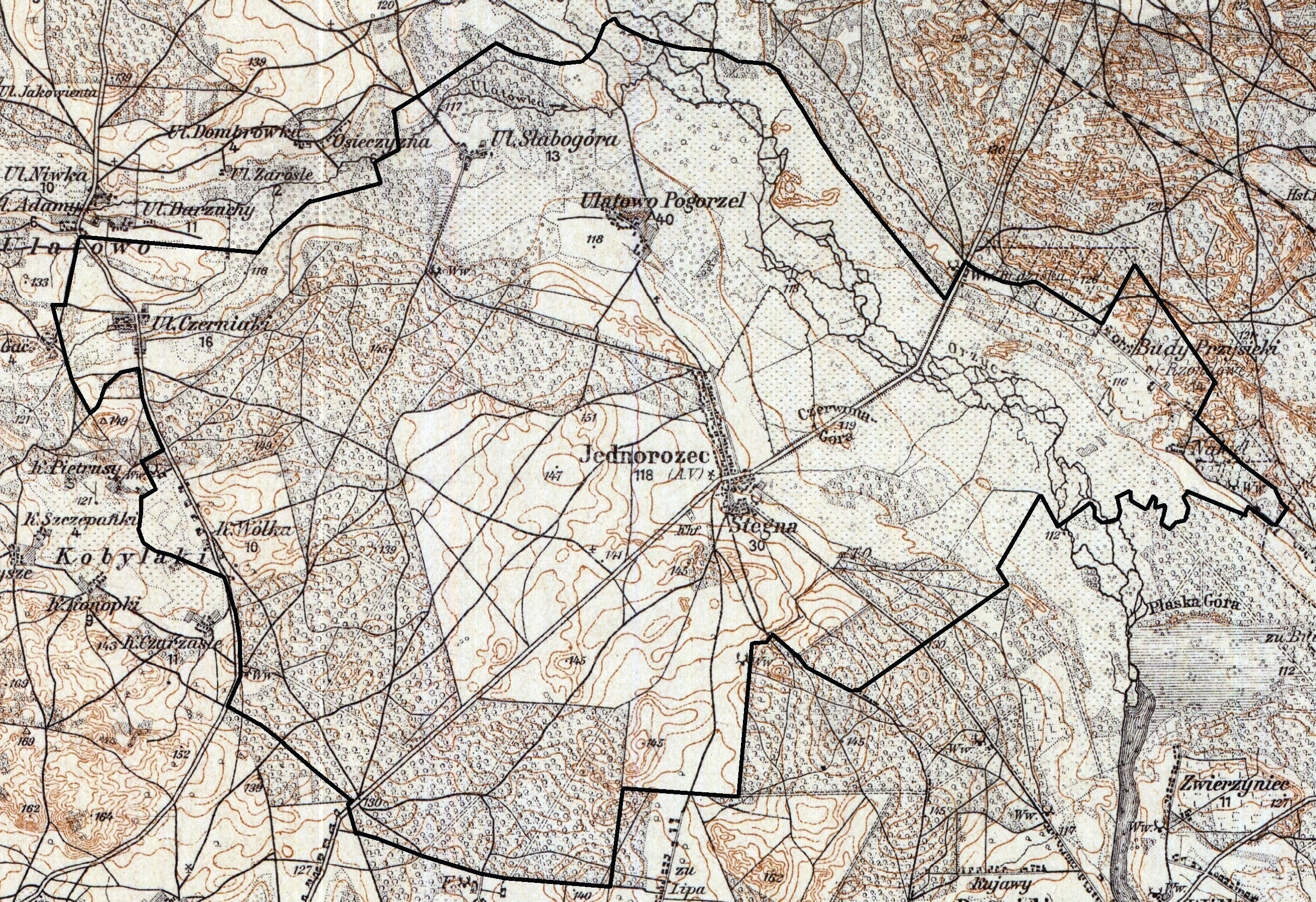
Parafia Jednorożec w latach 1916–1938

Pierwotnie w kaplicy w Jednorożcu modlili się mieszkańcy Jednorożca, Budzisk i Ulatowa-Pogorzeli. W 1889 powstała filia parafii Chorzele z siedzibą w Jednorożcu, która objęła wspomniane trzy wsie. W końcu XIX wieku do kościoła zaczęli przychodzić wierni z Bud Rządowych i Nakła. W 1903 mieszkańcy Nakła złożyli podanie o przyłączenie do jednorożeckiej filii. Dołączyli do nich mieszkańcy Ulatowa-Słabogóry, Kobylaków-Wólki i Bud Rządowych. Dwie ostatnie miejscowości włączono do filii w 1905. Ulatowo-Słabogóra została oficjalnie włączona do jednorożeckiej filii w 1907. Wymienione miejscowości wraz ze wsią Ulatowo-Czerniaki znalazły się w granicach parafii Jednorożec. Powołano ją w 1916 jako część dekanatu przasnyskiego.
W 1928 do parafii włączono wydzieloną z parafii Drążdżewo wieś Stegna Drążdżewskie. To określenie części dzisiejszej wsi Drążdżewo Nowe (dziś nazywa się ją Nabywcami). Z dniem 1 września 1938 Ulatowo-Czerniaki i Kobylaki-Wólkę włączono do nowo powstałej parafii pw. św. Andrzeja Boboli w Skierkowiźnie.
Bullą Totus Tuus Poloniae populus papieża Jana Pawła II z dniem 25 marca 1992 parafia Jednorożec została wyłączona z dekanatu przasnyskiego w diecezji płockiej i włączona do dekanatu chorzelskiego w diecezji łomżyńskiej. Parafia jest jedyną pod wezwaniem św. Floriana w diecezji łomżyńskiej.

### Zasięg terytorialny
Od północy, wschodu i południa parafia sąsiaduje z jednostkami w diecezji łomżyńskiej (Chorzele, Połoń, Olszewka, Parciaki w dekanacie chorzelskim; Drążdżewo w dekanacie krasnosieleckim), natomiast od południa i zachodu z parafiami w diecezji płockiej (Święte Miejsce w dekanacie przasnyskim; Skierkowizna i Krzynowłoga Wielka w dekanacie dzierzgowskim).
W granicach parafii znajdują się miejscowości (w nawiasie odległość w km):
- Jednorożec,
- Budy Rządowe (7)
- Budziska (4)
- Drążdżewo Nowe (3) – posesje od numeru 44 do 73
- Nakieł (9)
- Ulatowo-Słabogóra (8)
- Stegna (0,5)
- Ulatowo-Pogorzel (6)

## Ludność
| teren filii parafii Chorzele w Jednorożcu | teren filii parafii Chorzele w Jednorożcu | teren filii parafii Chorzele w Jednorożcu | teren filii parafii Chorzele w Jednorożcu | teren filii parafii Chorzele w Jednorożcu | teren parafii Jednorożec | teren parafii Jednorożec    | teren parafii Jednorożec |
| rok                                       | liczba ludności katolickiej               | liczba Żydów                              | liczba prawosławnych                      | liczba ewangelików                        | rok                      | liczba ludności katolickiej | liczba Żydów             |
| ----------------------------------------- | ----------------------------------------- | ----------------------------------------- | ----------------------------------------- | ----------------------------------------- | ------------------------ | --------------------------- | ------------------------ |
| 1881                                      | 1795                                      |                                           |                                           |                                           | 1917                     | 2065                        |                          |
| 1881                                      | 1795                                      | 1920                                      | 1955                                      |                                           |                          |                             |                          |
| 1889                                      | 2026                                      | 34                                        |                                           |                                           | 1921                     | 1983                        | 27                       |
| 1889                                      | 2026                                      | 34                                        | 1925                                      | 2060                                      | 15                       |                             |                          |
| 1901                                      | 1791                                      |                                           |                                           |                                           | 1932                     | 2700                        | 23                       |
| 1901                                      | 1791                                      | 1934                                      | 2460                                      | 40                                        |                          |                             |                          |
| 1903                                      | 1771                                      |                                           |                                           |                                           | 1937                     | 2511                        | 25                       |
| 1903                                      | 1771                                      | 1938                                      | 1793                                      |                                           |                          |                             |                          |
| 1906                                      | 2000                                      |                                           |                                           |                                           | 1947                     | 2132                        |                          |
| 1906                                      | 2000                                      | 1958                                      | 2415                                      |                                           |                          |                             |                          |
| 1907                                      | 2699                                      |                                           |                                           |                                           | 1968                     | 2663                        |                          |
| 1907                                      | 2699                                      | 1978                                      | 2930                                      |                                           |                          |                             |                          |
| 1909                                      | 2436                                      |                                           |                                           |                                           | 1989                     | 3176                        |                          |
| 1909                                      | 2436                                      | 2000                                      | 3000                                      |                                           |                          |                             |                          |
| 1911                                      | 2550                                      | 243                                       | 5                                         | 2                                         | 2007                     | 3015                        |                          |
| 1911                                      | 2550                                      | 243                                       | 5                                         | 2                                         | 2008                     | 2983                        |                          |
| 1913                                      | 2466                                      |                                           |                                           |                                           | 2014                     | 2921                        |                          |
| 1913                                      | 2466                                      | 2018                                      | 3630                                      |                                           |                          |                             |                          |

## Historia

### Do I wojny światowej
Z powodu znacznego oddalenia od kościoła parafialnego (18 km) mieszkańcy Jednorożca w 1862 rozpoczęli budowę drewnianej kaplicy. W 1879 kaplicę powiększono do rozmiarów kościoła. Od 1889 kaplica zaczęła funkcjonować jako kościół filialny parafii chorzelskiej. Zaczęto wówczas prowadzić osobne księgi metrykalne.
W 1868 w Jednorożcu zatrzymał się wizytujący diecezję biskup Wincenty Teofil Popiel. W 1886 przez Jednorożec przejeżdżał biskup Henryk Piotr Kossowski. W 1892 wieś wizytował biskup Michał Nowodworski. W 1906 do Jednorożca zawitał biskup Apolinary Wnukowski. Wizytację w 1912 przeprowadził biskup Antoni Julian Nowowiejski.
W 1906 filii nadano status sui iuris. W Jednorożcu obchodzono odpusty: 5 sierpnia we wspomnienie Matki Bożej Śnieżnej i we wspomnienie św. Pawła Pustelnika 15 stycznia. Kościół nosił wezwanie Narodzenia NMP.
W 1906 w Jednorożcu powstało koło terenowe Polskiej Macierzy Szkolnej. Ks. Izydor Połubiński został jego skarbnikiem. Działający w kole gospodarze założyli we wsi szkołę powszechną, bibliotekę i ochronkę. Działało też Bractwo Różańcowe.

### Wiek XX

#### W latach 1914–1945
W 1915 w Jednorożcu zorganizowano Gminny Komitet Obywatelski. W jego zarządzie zasiadał ks. Józef Ciesielski. Środki finansowe, które przyznano komitetowi, przeznaczono na żywność dla potrzebujących. Kapłan opiekował się uciekinierami z Chorzel. Kiedy z wiernymi uciekł do Krasnosielca, zajmował się też bieżeńcami z gmin Jednorożec i Zaręby. Komitet zlikwidowano w 1915, kiedy do Królestwa Polskiego wkroczyły wojska niemieckie.

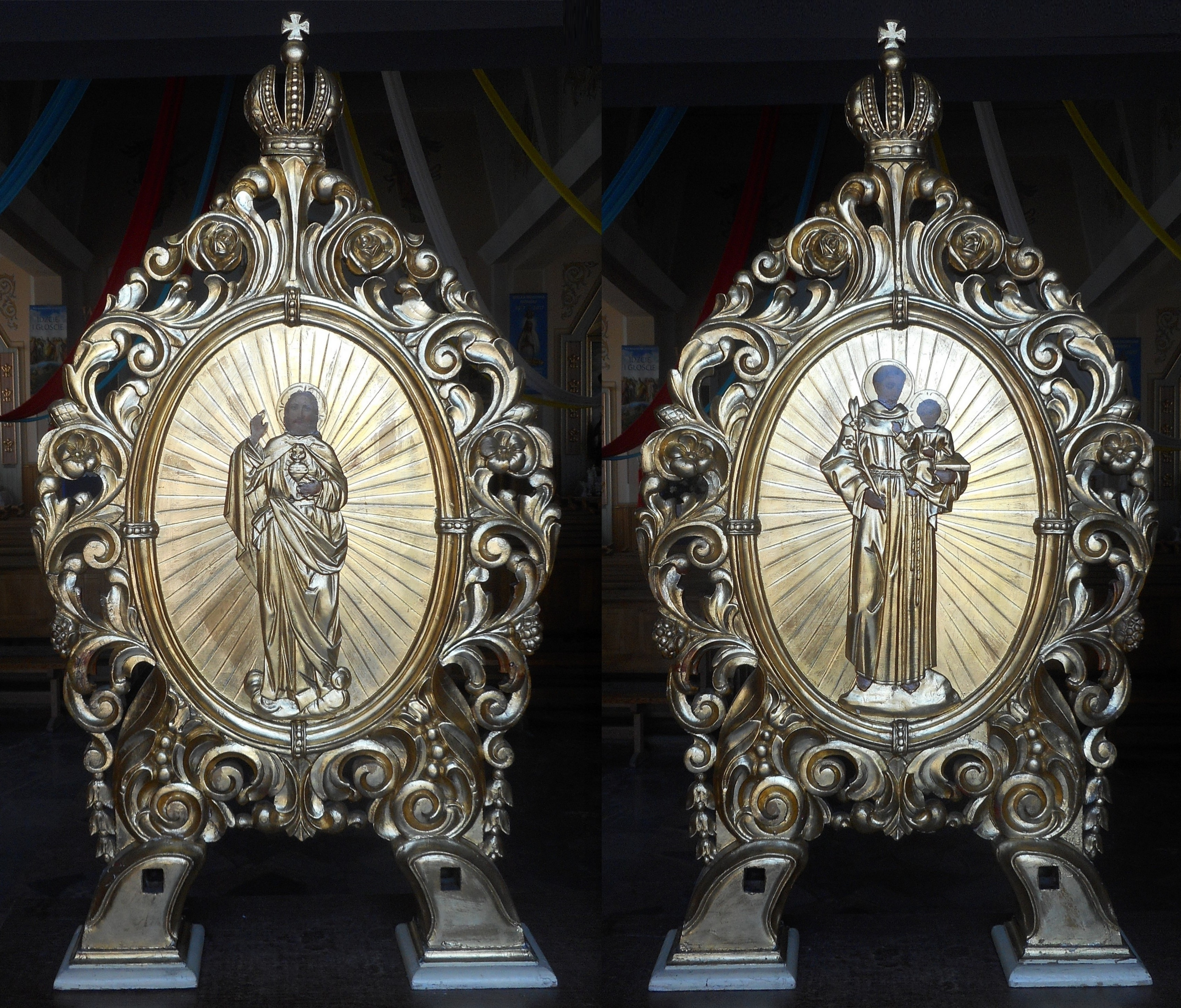
Jeden z najstarszych feretronów w parafii

Prawdopodobnie w lutym 1915, w czasie I bitwy przasnyskiej, w Jednorożcu spłonęły: kościół, plebania, dzwonnica i zabudowania gospodarcze. Ocalał jedynie kamienny parkan. Całkowicie spłonęły wsie Stegna, Nakieł i Budy Rządowe. W Ulatowie-Słabogórze zniszczono 58%, a w Ulatowie-Pogorzeli 72% zabudowań. Mieszkańcy udali się w bieżeństwo lub uciekli do sąsiednich parafii, które znajdowały się poza linią frontu. Czasowo nabożeństwa odprawiano w prywatnych domach w Ulatowie-Pogorzeli i Jednorożcu. W listopadzie 1915 ks. Józef Ciesielski poprosił o zwolnienie z placówki w Jednorożcu. Do lata 1916 nie było duszpasterza.
Już w 1862 mieszkańcy Jednorożca i okolic starali się o osobną parafię. Postulat udało się zrealizować w 1916. Parafia powstała w wyniku wydzielenia z terytorium parafii pw. św Mikołaja w Chorzelach. Parafię erygował ordynariusz płocki bp Antoni Julian Nowowiejski. Nie zachował się jednak dokument erygacyjny. O wydzieleniu samodzielnego ośrodka duszpasterskiego w Jednorożcu świadczy wyznaczenie z dniem 19 czerwca 1916 ks. Konstantego Lewandowskiego wikariuszem parafii Jednorożec (z czasowym zarządzaniem parafią Brodowe Łąki). Z początkiem 1917 zaczęto spisywać metryki. Parafia uzyskała wezwanie św. Floriana.

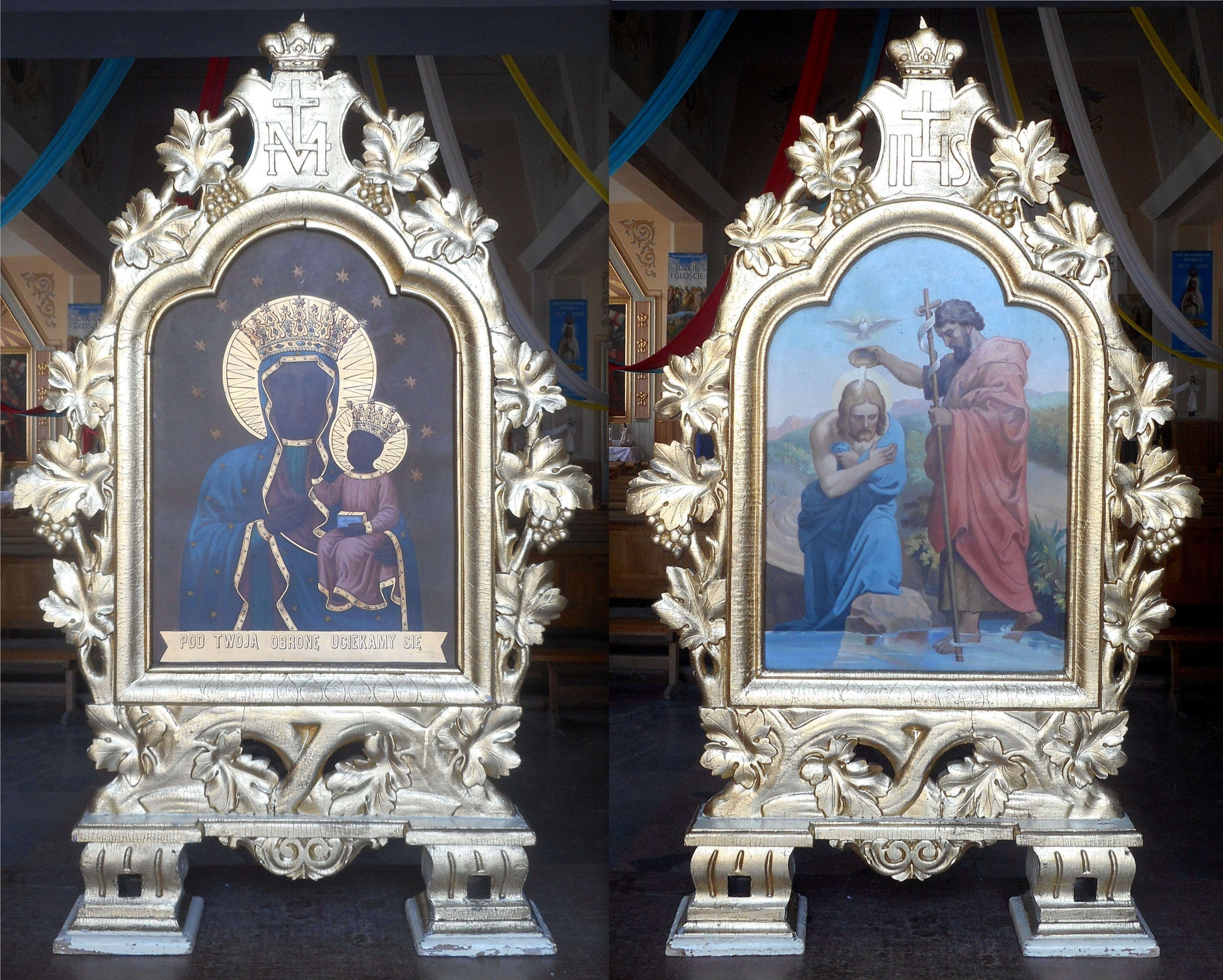
Jeden z najstarszych feretronów w parafii

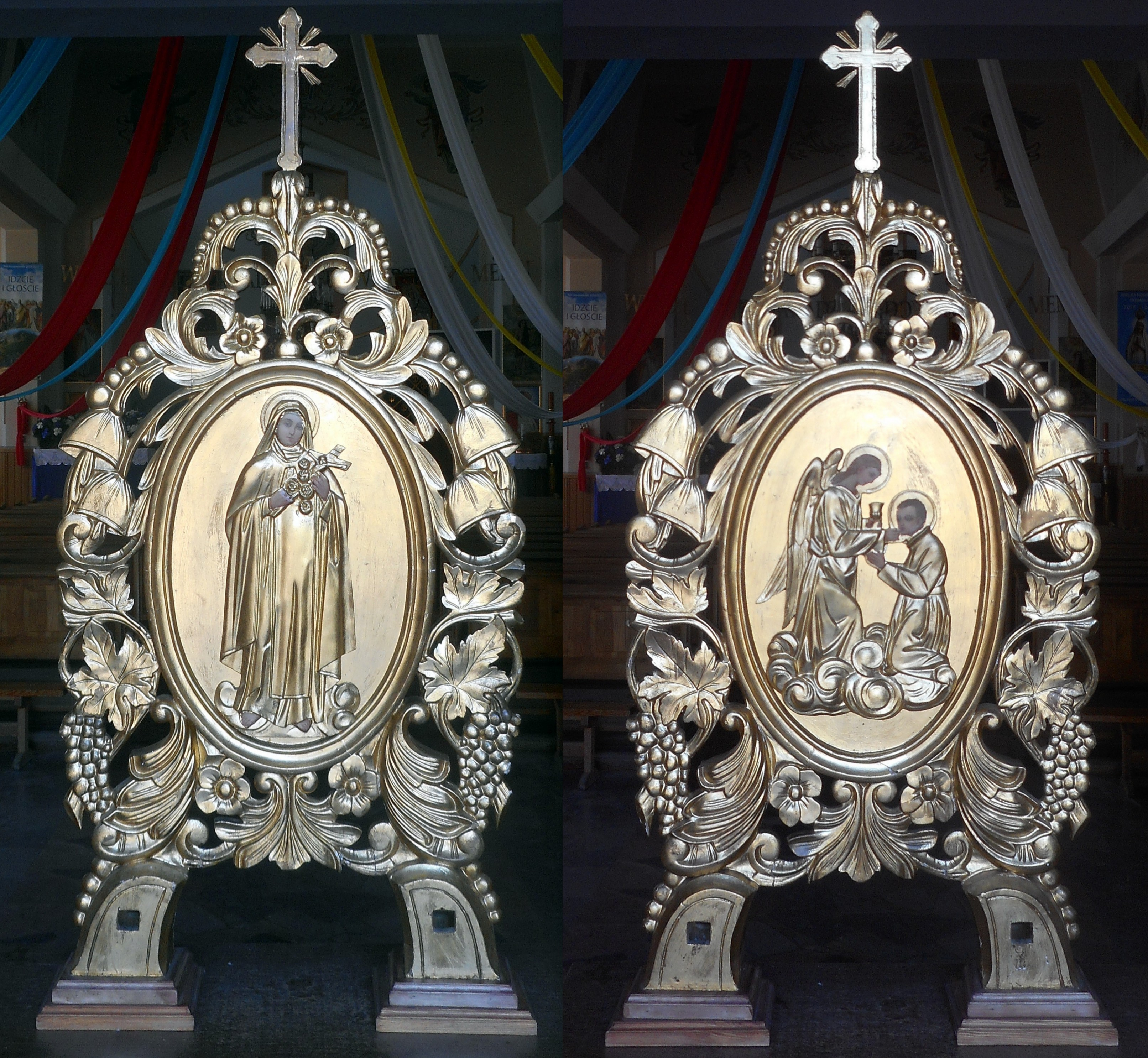
Jeden z najstarszych feretronów w parafii

W 1917 rozpoczęto budowę drewnianego kościoła pw. Narodzenia NMP według projektu majstra Walentego Ferenca z Jednorożca. Postawiono też plebanię, a później inne zabudowania. Prace nadzorował ks. Konstanty Lewandowski.
W czerwcu 1916 ks. Konstanty Lewandowski został przewodniczącym Miejscowej Rady Opiekuńczej parafii Jednorożec. Między 1915 a 1916 obszar dawnej filii parafii Chorzele z siedzibą w Jednorożcu podlegał ks. Walentemu Mroczkowskiemu, proboszczowi z Parciak. Ks. Lewandowski został członkiem Powiatowej Rady Opiekuńczej w Przasnyszu. W Jednorożcu rada wydawała zapomogi dla potrzebujących, żywność i odzież itp.
W 1918 ks. Kontanty Lewandowski zainicjował powstanie Ochotniczej Straży Pożarnej w Jednorożcu. Duchowny był jej pierwszym prezesem.
W 1920 parafia nie doznała strat. Ks. Konstanty Lewandowski został członkiem gminnej komisji szacującej straty mieszkańców gmin Jednorożec, Baranowo i Zaręby poniesione w wyniku wojny polsko-bolszewickiej.
Po I wojnie światowej wykonano cztery feretrony, które są używane do dziś: pierwszy z wizerunkami św. Stanisława Kostki przyjmującego komunię od anioła na jednej oraz obrazem św. Teresy od Dzieciątka Jezus na drugiej stronie, drugi z chrztem Jezusa w Jordanie z jednej i Matką Bożą Częstochowską z drugiej strony, trzeci ze św. Antonim z Dzieciątkiem Jezus na ramieniu z jednej strony oraz Najświętszym Sercem Jezusa z drugiej, wreszcie czwarty z Matką Bożą Częstochowską oraz św. Bartłomiejem. W 1920 wykonano najstarszą do dziś zachowaną chorągiew poświęconą św. Kazimierzowi. W 1926 powstał proporzec strażacki z Orłem Białym i św. Florianem. W 1937 wykonano chorągiew Katolickiego Stowarzyszenia Kobiet.
W 1925 nieudaną agitację polityczną w Jednorożcu prowadził ks. Eugeniusz Okoń. Proboszcz ks. Wacław Woźniak stanowczo wystąpił przeciw działaniom posła. Z inspiracji kapłana w Jednorożcu powstała placówka pocztowa oraz mleczarnia spółdzielcza. Ks. Wacław Woźniak został jej prezesem. Był też prezesem OSP Jednorożec. Kolejny proboszcz, ks. Stefan Bernatowicz, wspierał harcerstwo i amatorski teatr.
Parafia Jednorożec była jedyną na Kurpiach, gdzie w 1925, po likwidacji Ogniska Związku Nauczycielstwa Polskiego, z inspiracji proboszcza powstało Koło Stowarzyszenia Chrześcijańsko-Narodowego Nauczycieli Szkół Powszechnych.
W okresie międzywojennym w parafii działały następujące organizacje: Akcja Katolicka (w ramach niej Stowarzyszenie Młodzieży Męskiej, Stowarzyszenie Młodzieży Żeńskiej – późniejsze Katolickie Stowarzyszenie Młodzieży – i Katolickie Stowarzyszenie Kobiet), Krucjata Eucharystyczna, Bractwo Różańca Świętego i Unia Żywego Różańca, III Zakon św. Franciszka oraz schola.

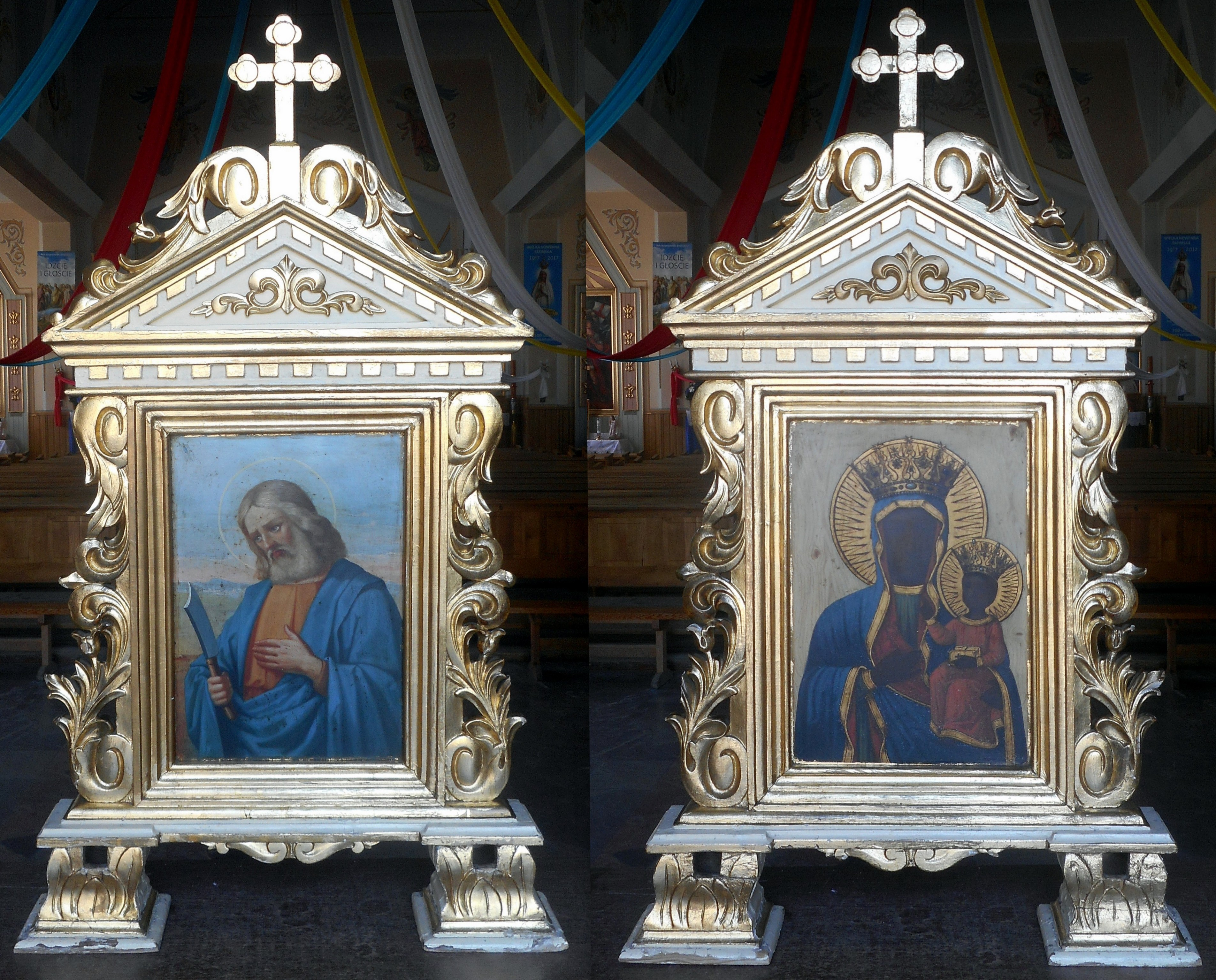
Jeden z najstarszych feretronów w parafii

W międzywojniu parafię wizytowali: biskup Antoni Julian Nowowiejski (1926 oficjalnie, 1931 prywatnie) i biskup Leon Wetmański (1935).
W czasie II wojny światowej kościół w Jednorożcu nie był używany na cele kultowe. Wierni chodzili na msze do Drążdżewa albo Parciak. Ks. Stefan Bernatowicz odprawiał msze potajemnie w organistówce, w której mieszkał. Ten sam kapłan wiosną 1941 odebrał przysięgę od członków Ośrodka nr III Związku Walki Zbrojnej w Jednorożcu.

#### W latach 1946–2000
Po II wojnie światowej w parafii działały: koła Żywego Różańca, III Zakon św. Franciszka, Caritas i schola. Sprawiono drewniany różaniec procesyjny oraz feretron z przedstawieniem Najświętszego Serca Jezusa z jednej oraz Niepokalanego Serca Maryi z drugiej strony, ufundowany przez parafianki z Bud Rządowych, jak również feretron z obrazem św. Antoniego z Dzieciątkiem oraz Jezusa Chrystusa Króla Wszechświata – fundację parafianek z Drążdżewa Nowego. W 1976 pojawiła się chorągiew tercjarek. Zakupiono też 3 poduszki procesyjne: z obrazem Matki Bożej Nieustającej Pomocy, z koroną oraz poświęconą Najświętszemu Sercu Pana Jezusa. Wierni z parafii Jednorożec brali udział w misjach w Drążdżewie w 1948, ponieważ posługę z Jednorożcu jako administrator pełnił proboszcz z Drążdżewa ks. Stefan Morko. Misje w Jednorożcu zorganizowano w latach: 1951, 1959, 1960, 1961, 1967, 1986 i 1997.
We wrześniu 1958 społeczność Jednorożca zbuntowała się przeciw decyzji o zdjęciu krzyży ze ścian w budynku szkoły podstawowej. Udało się im ponownie zawiesić krzyże. Za czyn zostali ukarani: aktywni wierni aresztem, a proboszcz ks. Józef Wójcik naganą. Podobne wypadki miały miejsce w 1984. Zdjęcie krzyży na czas remontu sal w szkole skutkowało protestami wiernych i upomnieniem władzy z ambony przez ks. Mariana Mecha.
W latach 1965–1966 po parafii peregrynował obraz Matki Bożej Częstochowskiej. Była to forma przygotowana do milenium chrztu Polski. 23 stycznia 1976 w parafii pojawił się taki sam obraz peregrynujący po diecezji płockiej.
Pielgrzymowano do Częstochowy, Świętej Lipki, Gietrzwałdu, Lichenia, Czerwińska nad Wisłą i Rostkowa. Na Zielone Świątki udawano się do najbliższego sanktuarium, czyli do Świętego Miejsca.
4 maja 1987 z Krakowa sprowadzono relikwie św. Floriana. Opust ku jego czci jest w Jednorożcu obchodzony od międzywojnia. Do 1989 obchodzono odpust na Narodzenie NMP, związany z tytułem drugiego kościoła. Po zbudowaniu murowanego kościoła drugi z jednorożeckich odpustów obchodzony jest 15 sierpnia.

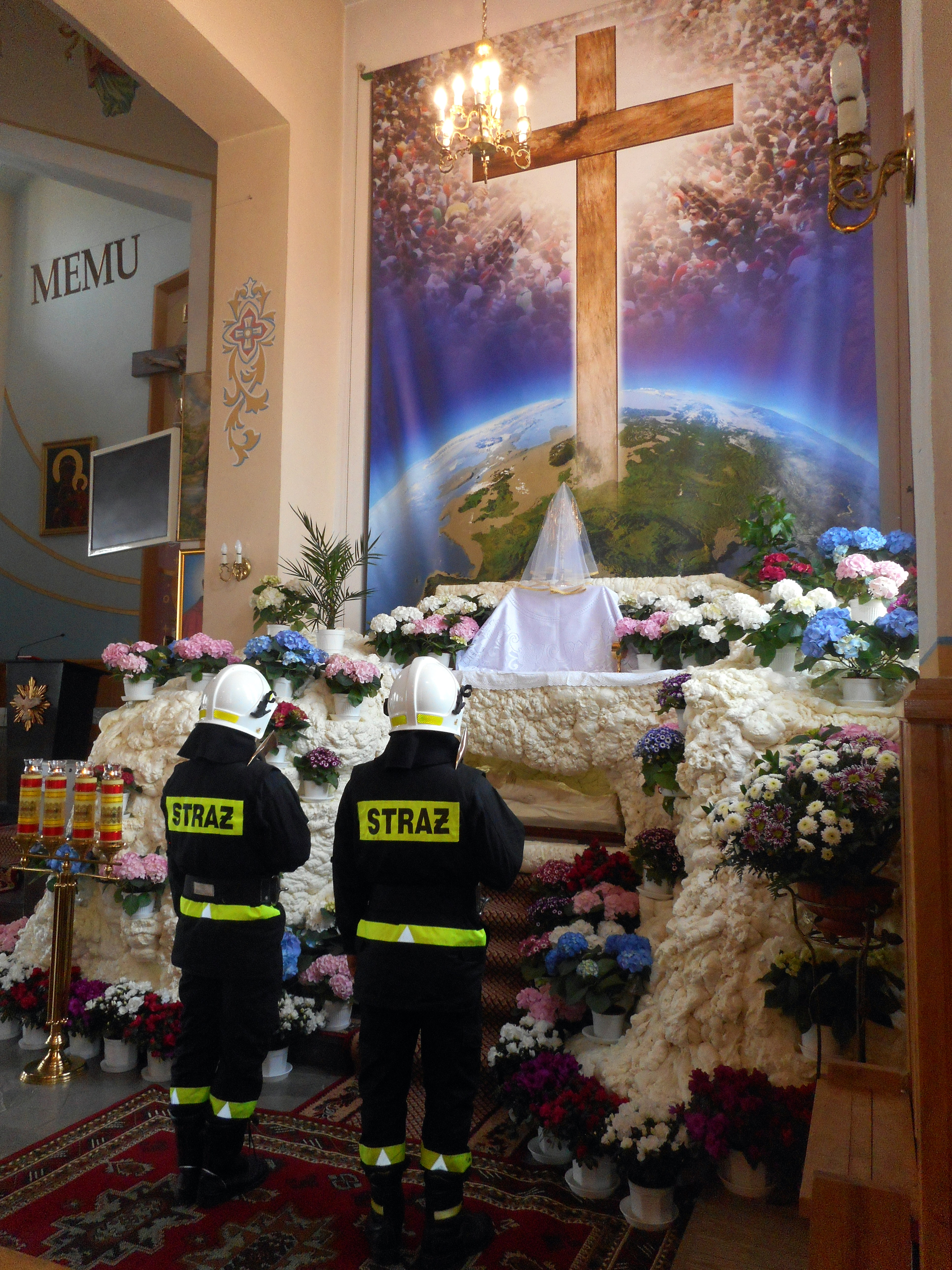
Grób Pański

Po wojnie wizytacje biskupie w Jednorożcu przeprowadzili: biskup Tadeusz Paweł Zakrzewski (1949), biskup Piotr Dudziec (1954, 1959), biskup Jan Wosiński (1964, 1974), biskup Bogdan Sikorski (1969, 1979), bp Zygmunt Kamiński (1984), biskup Andrzej Suski (1989), biskup Juliusz Paetz (1995) i biskup Tadeusz Zawistowski (2000).

### Wiek XXI
Od 2007 w jednorożeckim kościele organizowane są koncerty pieśni wielkanocnych, które gromadzą chóry i grupy śpiewacze z różnych parafii diecezji łomżyńskiej i płockiej.
W 2007 dokonano renowacji obrazu Matki Bożej Nieustającej Pomocy. W 2008 odrestaurowano dwie figury przedstawiające Niepokalane Serce Maryi i Najświętsze Serce Jezusa. 23 kwietnia 2008 w parafii odbyła się peregrynacja obrazu Jezusa Miłosiernego. W październiku 2010 w Jednorożcu na trzy dni pojawiły się relikwie i obraz bł. Karoliny Kózkówny.
Ks. Andrzej Kron kupił feretron z figurą św. Stanisława Kostki oraz podobny z figurą św. Floriana. Zaopatrzył parafię w relikwie św. Jana Pawła II, św. Faustyny Kowalskiej i bł. ks. Michała Sopoćki.
W 2011 w parafii przywrócono Katolickie Stowarzyszenie Młodzieży, które zastąpiło oazę funkcjonującą od lat 80. XX wieku. KSM przetrwało do 2018. 

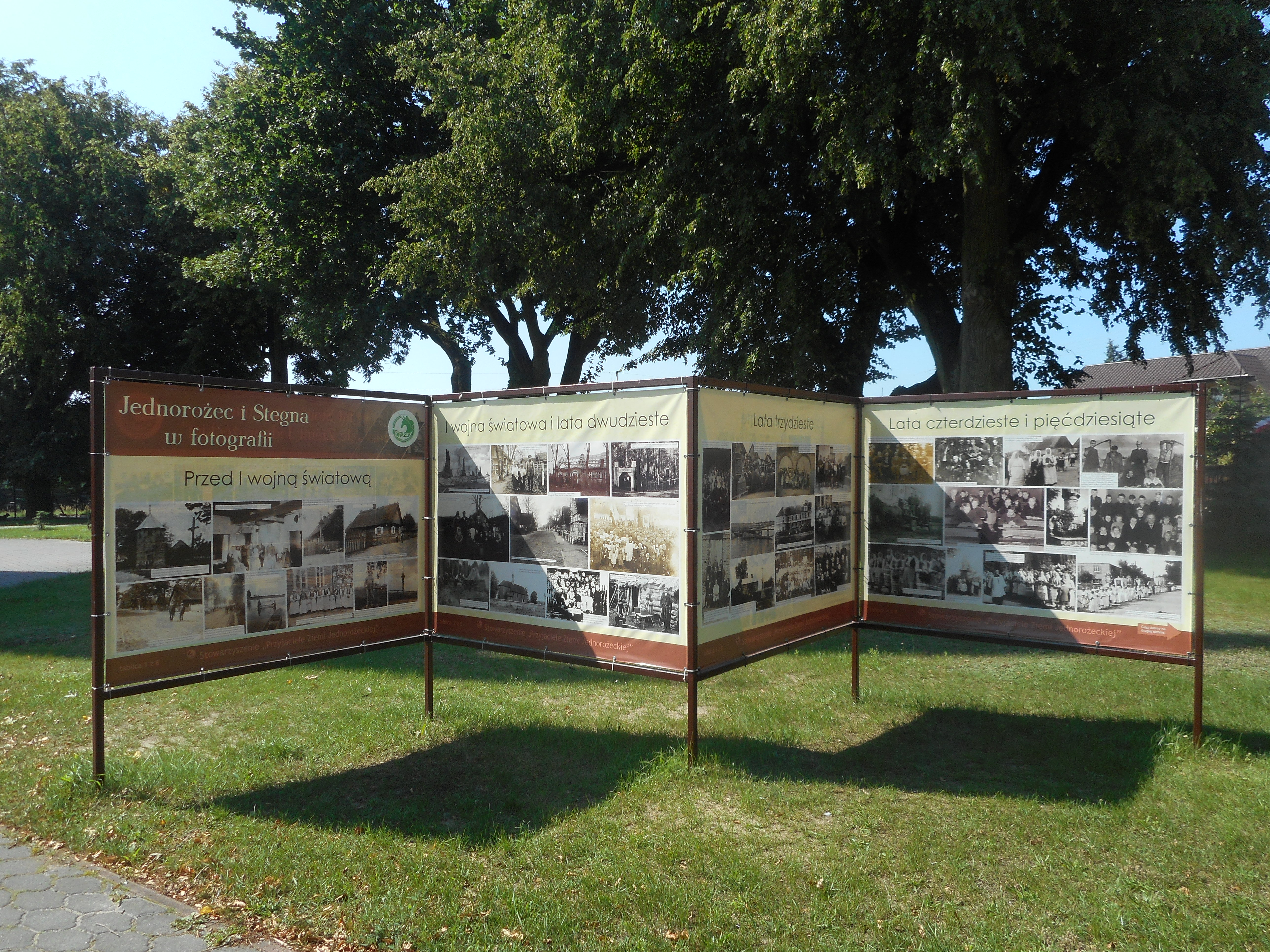
Wystawa plenerowa „Jednorożec i Stegna w fotografii”

W parafii organizuje się pielgrzymki i wyjazdy na Światowe Dni Młodzieży (najczęściej w wydaniu diecezjalnym). Działają koła Żywego Różańca. Od początku istnienia parafii funkcjonuje asysta procesyjna, a od 1930 chór parafialny. W 2013 chór otrzymał Statuetkę Jednorożca, najwyższe wyróżnienie w gminie Jednorożec.
W 2005 wizytację biskupią w Jednorożcu przeprowadził biskup Tadeusz Bronakowski, a w 2014 biskup Janusz Stepnowski. Ostatnie misje w parafii odbyły się w 2013, a pamiątką po nich jest krzyż stojący przy kościele.
15 sierpnia 2016, na mszy odpustowej z okazji Wniebowzięcia NMP, parafia świętowała stulecie erygowania.
W sierpniu 2017 przy dzwonnicy zainstalowano plenerową wystawę zdjęć historycznych „Jednorożec i Stegna w fotografii”. Jest to inicjatywa Stowarzyszenia „Przyjaciele Ziemi Jednorożeckiej”. Wystawa jest dostępna online na stronie Jednorożeckiego Archiwum Społecznego.
29 grudnia 2017 w Jednorożcu na uroczystej sesji Rady Gminy Jednorożec połączonej z sesją Rady Powiatu Przasnyskiego ks. Konstaty Lewandowski, pierwszy proboszcz parafii Jednorożec, został pośmiertnie wyróżniony Statuetką Jednorożca 2017. Wyróżnienie odebrał proboszcz parafii ks. Andrzej Kron.
Na terenie parafii znajduje się ponad 100 przydrożnych figur, kapliczek i krzyży.

## Świątynie

### Kościół pw. Narodzenia NMP (1862–1915)
Kościół był orientowany. Zbudowano go w konstrukcji zrębowej. Miał około 27 m długości i około 9 m szerokości. Ściany zewnętrzne oszalowano. Na złączeniu dwóch części łamanego szczytu znajdowało się dwuskrzydłowe okno z trzema szybami zakończone. Prezbiterium było niższe od korpusu. Na ścianie północnej dobudowano zakrystię, a na południowej, nieco bliżej frontonu i niesymetrycznie do zakrystii, postawiono przybudówkę. Do kościoła prowadziły cztery wejścia – główne od frontu (ściana zachodnia), drzwi boczne na środku ściany północnej, drzwi do zakrystii od strony zachodniej oraz wejście do przybudówki od wschodu. Drzwi były szalowane w figury geometryczne. Świątynia była jednonawowa, miała płaski strop. Na ścianach bocznych umieszczono po cztery dwuskrzydłowe prostokątne okna z poczwórnymi szybami. Dwa otwory okienne wybito w ścianie wschodniej nad prezbiterium. Dwa prostokątne okna z półkolistym szczytem zamontowano w ścianie frontowej. Między nimi zamontowano jedno półkoliste okno. Dach pokryto żelazną blachą, później cynkowaną. Świątynia miała wieżę bez dzwonów z sygnaturką oraz dwie małe wieżyczki: jedną nad prezbiterium, drugą na froncie. Według opinii z 1912 kościół mógł pomieścić ok. 700 osób.
W świątyni umieszczono trzy drewniane ołtarze. W ołtarzu głównym był obraz Matki Bożej (zapewne Śnieżnej, skoro w jej wspomnienie 5 sierpnia wypadał odpust), a nad nim wizerunek św. Józefa. W bocznych ołtarzach zamieszczono przedstawienia Męki Pańskiej i Matki Bożej z Dzieciątkiem Jezus. W jednym z ołtarzy zamieszczono wizerunek Jezusa błogosławiącego chleb. W kościele znajdowała się też drewniana pozłocona chrzcielnica, pozłocona ambona oraz stacje drogi krzyżowej. Konfesjonał wykonał Mikołaj Wilga (1854–1931) ze Stegny. W nawie głównej kościoła ustawiono 12 ławek. W świątyni były też organy (lub raczej fisharmonia). Kościół był wyposażone we wszystkie potrzebne utensylia.

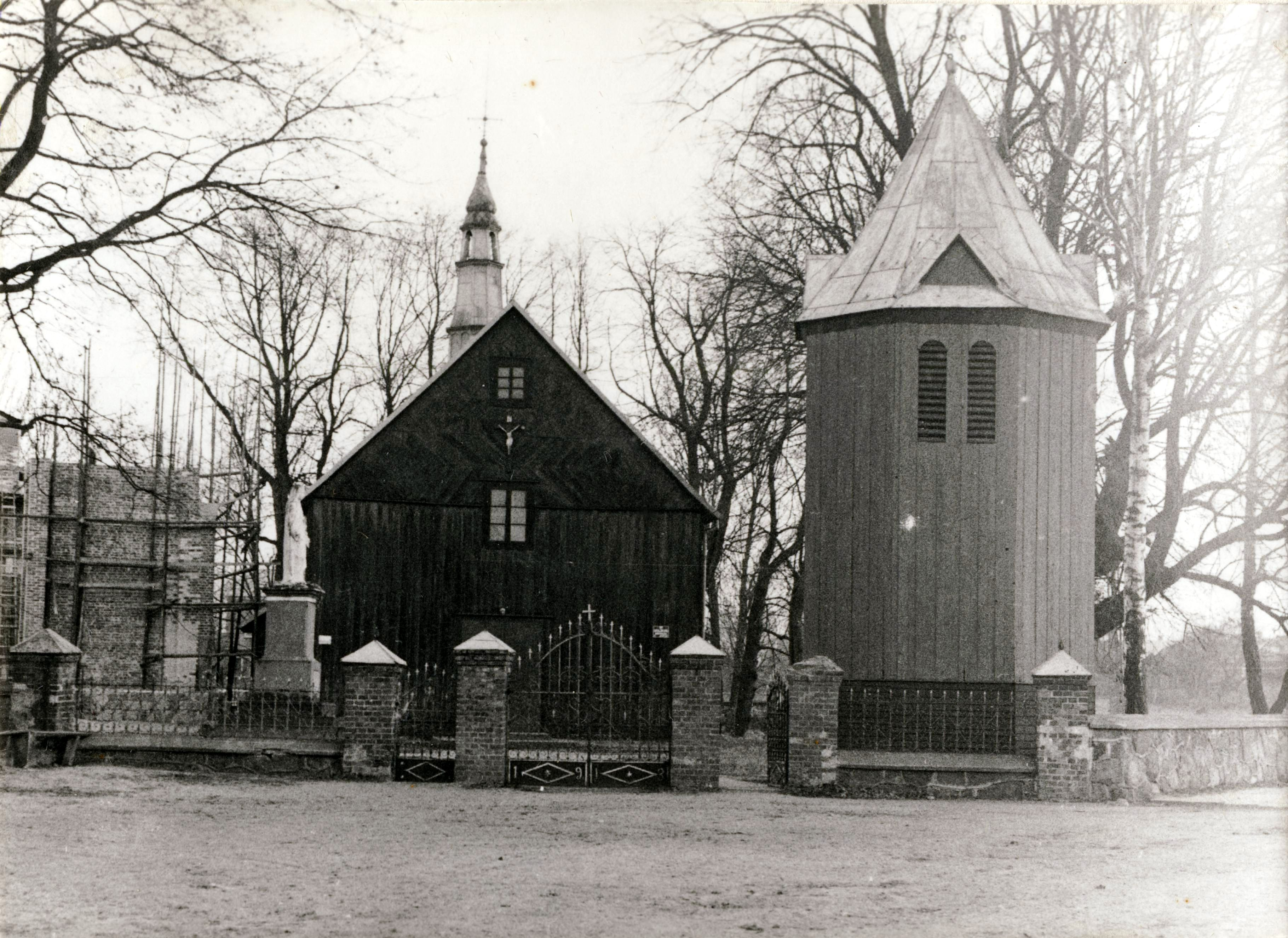
Kościół pw. Narodzenia NMP, z prawej dzwonnica z 1929, z lewej widoczna budowa nowego kościoła (1984)

### Kościół pw. Narodzenia NMP (1917–1989)
Obiekt wpisany do rejestru zabytków, istniejący w latach 1917–1989. Rozebrany został decyzją ks. Mariana Mecha po zbudowaniu nowego kościoła.

### Kościół pw. Wniebowzięcia NMP

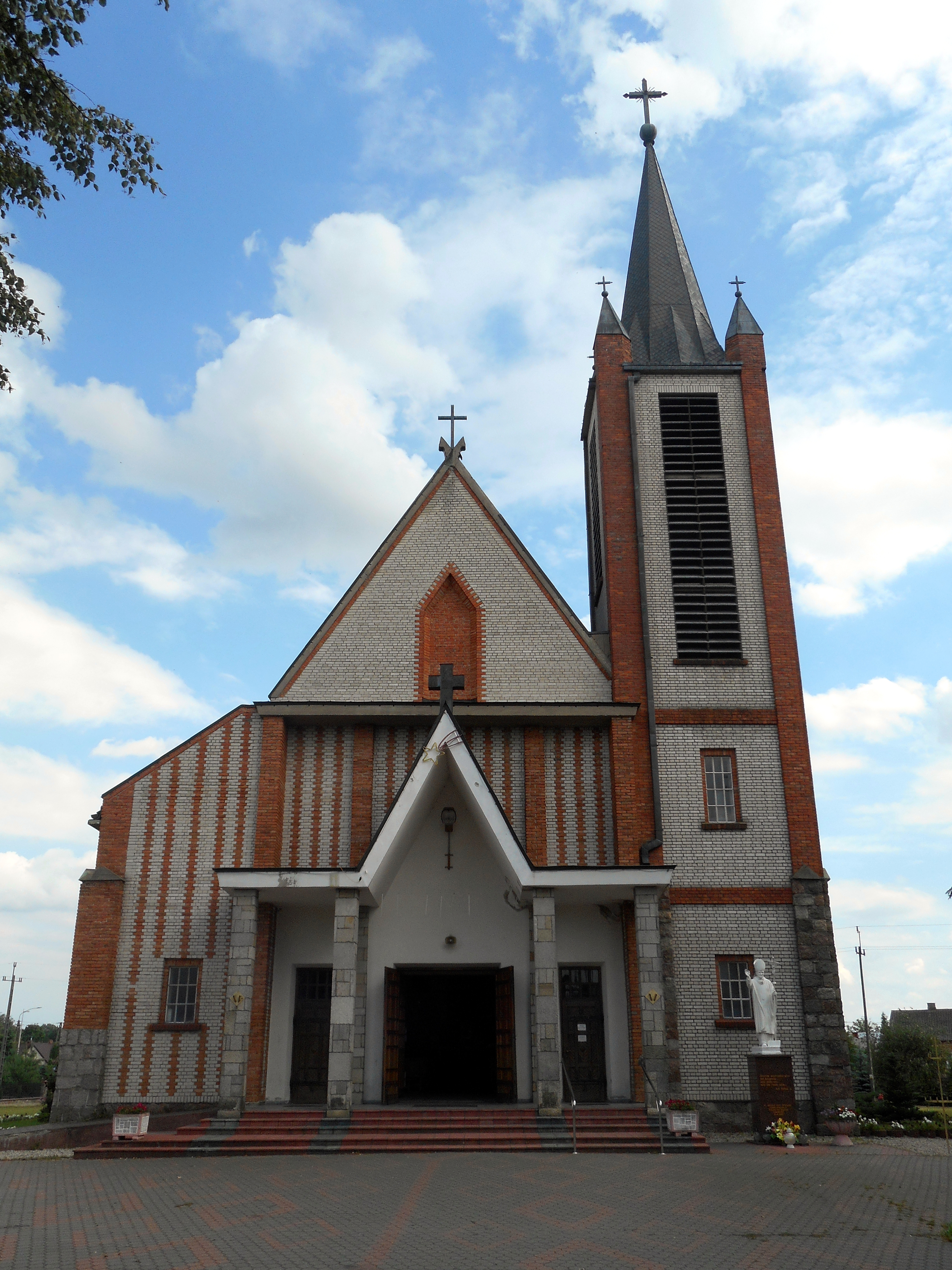
Elewacja frontowa kościoła

#### Budowa
W latach 1983–1986 wybudowano murowany kościół pw. Wniebowzięcia Najświętszej Maryi Panny.
Plany murowanej świątyni snuto już w 1952, ponieważ drewniany kościół nie mieścił rosnącej liczby parafian. Brak stałego proboszcza, trudności w zdobyciu materiałów budowlanych, a później brak przygotowania proboszcza, by kierować pracami budowlanymi sprawiły, że realizacja planu się opóźniała. Niemniej gromadzono materiały budowlane i środki finansowe, m.in. pochodzące od emigrantów przebywających w USA. W latach 70. i 80. XX wieku, choć łatwiej było otrzymać pozwolenie na budowę kościoła niż we wcześniejszych dekadach, na zgodę na realizację dużych inwestycji kościelnych – a taką planowano w Jednorożcu – trzeba było czekać.
W 1979 do parafii skierowano ks. Jana Krynickiego, który rozpoczął budowę kościoła. W 1981 pierwsze projekty przygotował architekt Stanisław Marzyński. W tym samym roku zgodę na budowę wydały Kuria Diecezjalna Płocka i Wydział ds. Wyznań Urzędu Wojewódzkiego w Ostrołęce. W kolejnym roku Wojewódzkie Biuro Planowania Przestrzennego w Ostrołęce zatwierdziło plan techniczny, a Naczelnik Gminy Jednorożec wydał zezwolenie na budowę.

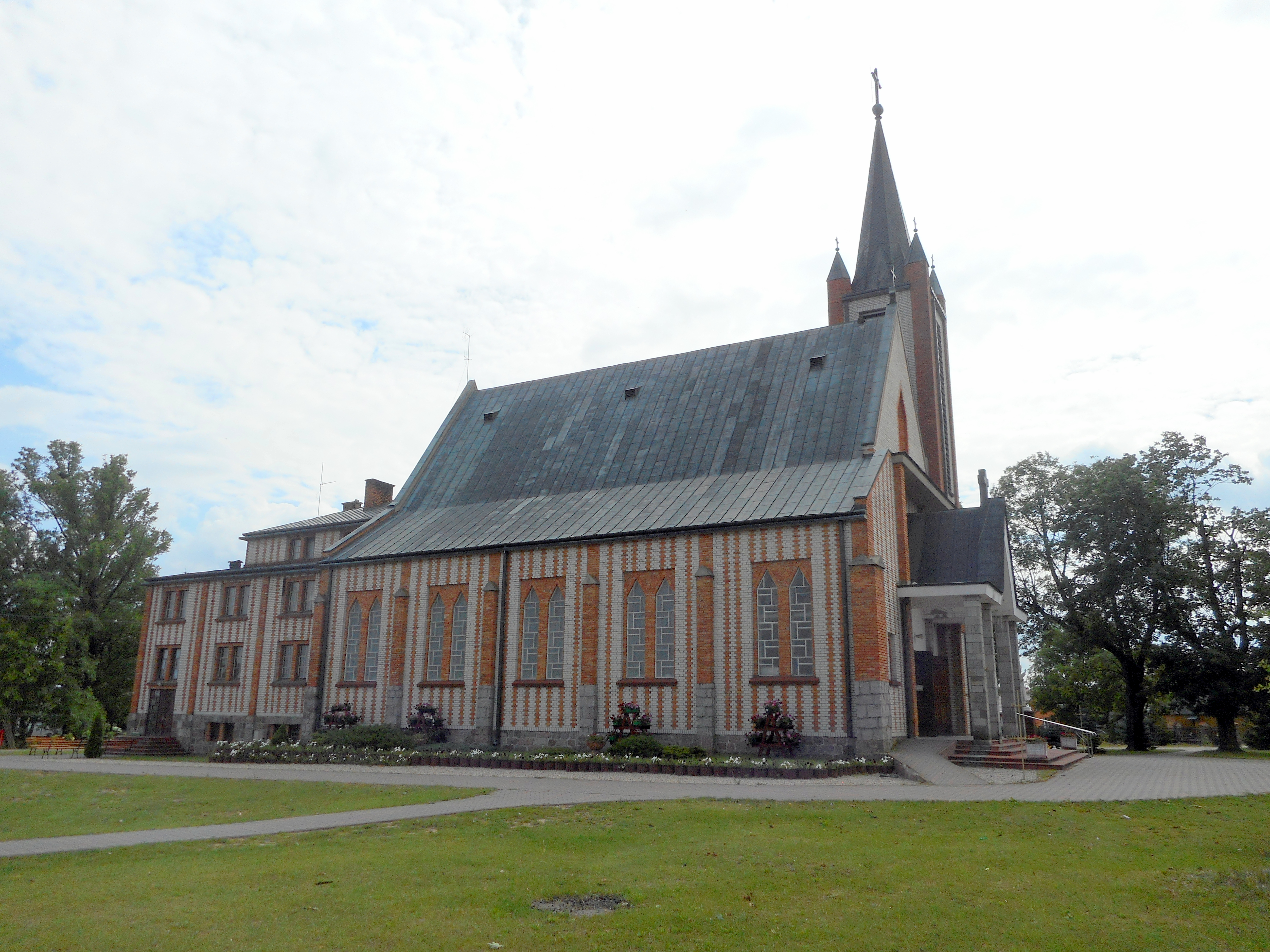
Widok od strony ul. Warszawskiej

Wiosną 1983 pojawił się konflikt pomiędzy proboszczem a komitetem budowy kościoła. Kapłan zatrudnił murarza z Drążdżewa, a wierni chcieli powierzyć budowę miejscowemu majstrowi. Parafianie zażądali większej swobody w decydowaniu o kościele. Proboszcz odszedł z parafii. Dzieło kontynuował i dokończył jego następca, ks. Marian Mech. Od lipca 1983 robiono wykopy. W końcu maja 1984 proboszcze zmienił plany świątyni: rozbudować część podpiwniczoną, dobudować jedną pełną kondygnację na plebanię, skorygować kształt okien. Budowę nadzorował inż. Jerzy Bigoszewski z Warszawy. Budowę kierował majster Roman Ciuchta ze Stegny, potem Eugeniusz Kossakowski z Ulatowa-Pogorzeli, wreszcie Edward Berg ze Stegny. Zmiana głównego majstra następowała decyzją rady parafialnej. Majstrom pomagali murarze z terenu parafii, pracownicy budowlani i wyznaczani przez proboszcza z poszczególnych wsi parafianie. W sierpniu 1983 zalano fundamenty (osobno dla kościoła, osobno dla plebanii). Oprócz pracy parafianie angażowali się, przekazując na budowę datki pieniężne.
4 maja 1984 na fundamentach nowego kościoła odprawiono mszę w odpust ku czci św. Floriana. Odtąd nabożeństwa odbywały się w nowej świątyni. Stary drewniany kościół wyłączono z użytku. W 1985 zbudowano szczyty i wieżę murowanego kościoła. Biskup płocki Bogdan Sikorski wmurował kamień węgielny 24 czerwca 1984. Budowę zakończono w 1986. Poświęcenie kościoła odbyło się 9 listopada 1986. Świątynia została konsekrowana 18 czerwca 1991 przez biskupa Zygmunta Kamińskiego.

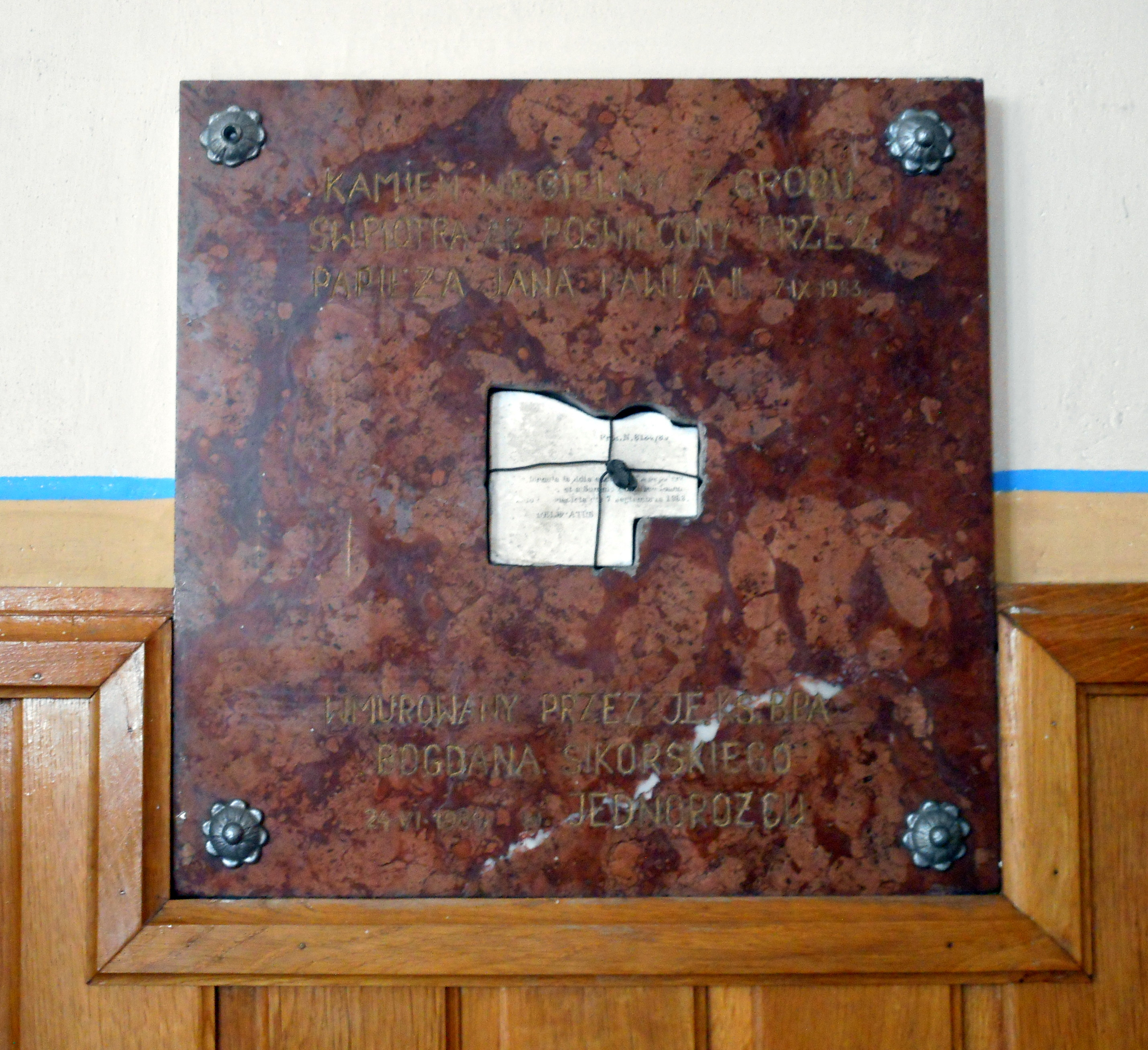
Kamień węgielny

Po 1986 prowadzono prace wykończeniowe i wyposażano kościół. Kościół został zbudowany z niskiej jakości materiałów. Ze względu na trudności w zaopatrzeniu cięto koszty, wybierając tańsze surowce.

#### Świątynia

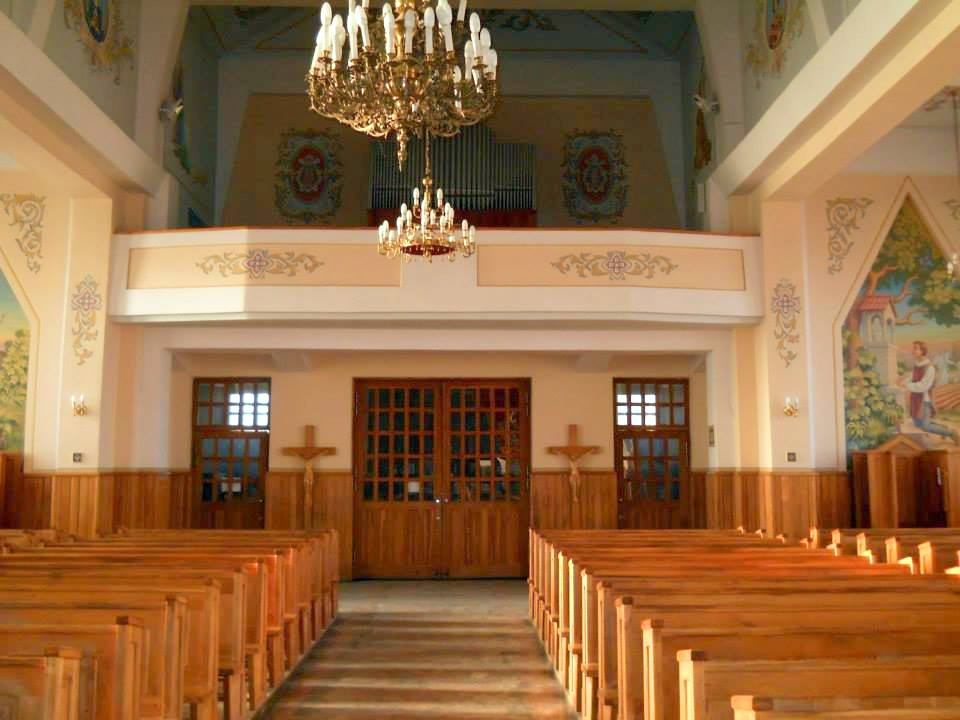
Widok na chór muzyczny i kruchtę

Kościół jest trójnawowy, z cegły wapienno-piaskowej pojedynczej i ceramicznej. Stoi na cokole z kamienia polnego łupanego, częściowo obrobionego. Kolorowe elewacje budynku wykonano z cegły czerwonej i białej oraz naturalnego kamienia. Cegła nie jest ofugowana. Wysokość kościoła w kalenicy dachowej to ok. 18 m. Dzwonnica zakończona kopułą z krzyżem ma 37,5 m. Powierzchnia użytkowa kościoła to ok. 450 m².
W kościele są: prezbiterium, nawa główna, dwie nawy boczne, zakrystia, chór, kaplica przy wejściu i wieża. Kościół nie jest orientowany. Strop jest żelbetowy i podparty belkowaniem. Dach ma drewnianą konstrukcję i jest wielospadowy, a pokrywa go blacha miedziana. Sześć lukarn doświetla poddasze kościoła. Belkowanie stropu nad nawami opiera się na dwóch podłużnych podciągach żelbetowych, a ten na jednej kolumnie i dwóch filarach w ścianach wewnętrznych kościoła. W zewnętrznych ścianach zauważamy dziesięć filarów – to podparcie dla podciągów poprzecznych.
Do kościoła wchodzi się na elewacji północnej przez schody płytami betonowymi i kamiennymi, a następnie głównymi drzwiami dwuskrzydłowymi. Jest podjazd dla osób z niepełnosprawnościami oraz barierka przy schodach prowadzących do prawych bocznych jednoskrzydłowych drzwi. Takie same drzwi umieszczono na lewej stronie. Na prawo z kruchty przechodzi się zachowanka na paramenty procesyjne, a schodami można dostać się na chór muzyczny i ulokowaną wyżej dzwonnicę.
Chór muzyczny to wewnętrzna wnęka balkonowa szeroka jak nawa główna. Chór mieści się nad kruchtą i częścią nawy głównej. Po obu stronach chóru są mniejsze pomieszczenia do przechowywania przedmiotów z wyposażenia kościoła.
Po prawej stronie wejścia do nawy głównej stoi aspersorium w formie kamienia ze starego kościoła. Nawy boczne są krótsze i węższe niż nawa główna oraz oddzielone od niej filarami (po jednym z każdej strony). Wnętrze oświetlają podwójne okna ze szkłem ornamentowym. Planowano wypełnić je witrażami, ale pomysłu nie zrealizowano. Kościół oświetlają kinkiety i żyrandole, niektóre pochodzące ze starego kościoła.
Od wschodu z prezbiterium styka się zakrystia, przez którą można przejść do plebanii. Od zachodu do prezbiterium przylega pomieszczenie, w którym planowano salę katechetyczną. Wykorzystano je na kancelarię parafialną, do której wchodzi się na zachodniej elewacji, od strony plebanii.
Kościół wyłożony jest posadzką z kamienia łamanego i różnych gatunków marmuru. Są to wyszlifowane odpady kamienne, których użycie obniżyło koszty. Na ścianach wewnętrznych położono filungową dębową boazerię. Pod bocznymi ścianami i na granicy nawy oraz prezbiterium widoczne są otwory, którymi rozchodzi się ciepłe powietrze, ponieważ kościół zimą jest ogrzewany.
Prezbiterium jest przedłużeniem nawy głównej, zakończone jest prosto (tuż za nim jest plebania). Ołtarz mieści się na środku, a pancerne i srebrzone tabernakulum przytwierdzone jest do ściany. Stoi na niewielkim ołtarzyku z marmuru i granitu. Ofiarodawczynią tabernakulum była Genowefa Grabowska z USA. Na stronie ewangelii umieszczono granitową ambonę. Po przeciwnej stronie prezbiterium ustawiono granitową chrzcielnicę z miedzianą kopułą. Przed 2009 w prezbiterium ustawiono marmurowy lekcjonarz z wizerunkiem Ducha Świętego w postaci gołębicy, od której odchodzą złote promienie. Przy ołtarzu stoi lichtarz, ewangeliarz z otwartą księgą Ewangelii oraz krzyż procesjonalny.

Kościół jest otynkowany. W drugiej połowie 2007 świątynia została pokryta polichromią. Wykonali ją pracownicy warsztatu malarsko-rzemieślniczego Piotra Warzyńskiego z Augustowa. Ściany pomalowano na jasne kolory. Na ścianie tęczowej namalowano monogram Maryi, nad nim gołębicę, 12 języków ognia nawiązujących do Zesłania Ducha Świętego oraz wywinięte liście akantu. Monogram flankują dwaj aniołowie. Ściana główna prezbiterium została pokryta trzemi odcieniami koloru niebieskiego, które stopniowo przechodzą do koloru białego. Granice pasów kolorów wyznaczają złote półokręgi. Wnękę, w której znajduje się drewniany krucyfiks, pomalowano różnymi kolorami farbami. Nad krzyżem wyrysowano gołębicę flankowaną przez litery: A i Ω. Boczne ściany prezbiterium zdobią przedstawienia: nad wejściem do zakrystii Jana Pawła II z bazyliką św. Piotra w tle i hasłem Totus Tuus, naprzeciw kard. Stefana Wyszyńskiego z klasztorem jasnogórskim w tle i hasłem Soli Deo. Na spływach stropu w nawie głównej namalowano świętych w medalionach z ornamentem z liści akantu. Na stronie lekcji znajdują się: św. Jadwiga Andegaweńska, św. Faustyna Kowalska, bł. Karolina Kózkówna i św. Kinga. Na stronie ewangelii są: św. Wojciech, św. Andrzej Bobola, św. Stanisław Kostka oraz św. Kazimierz. Między każdą z par okien w nawach bocznych widzimy po trzy medaliony z bogatym programem ikonograficzno-ideowym (gołębica, pastorał, języki ognia, krzyże, stuła, hostia, kielich, kłos, kiść winogrona, ewangeliarz, greckie litery A i Ω oraz X i P, dzban, woda). Naprzeciw ołtarzy bocznych, na ścianach z konfesjonałami, namalowano: na stronie lekcji św. Huberta, na stronie ewangelii św. Izydora Oracza. Jest to nawiązanie do rolniczego charakteru parafii i przynależności jej obszaru do dwóch nadleśnictw: Parciaki i Przasnysz. Obrazy dekoruje złoto-biała lamówka oraz złote liście akantu z niebiesko-białym cieniowaniem. Takie same dekoracje umieszczono na ścianach przy ołtarzach bocznych. Na chórze znamalowano przedstawienia św. Cecylii na stronie lekcji oraz króla Dawida na stronie ewangelii. Organy flankowane są przez przedstawienia złotych harf na czerwonym tle, które udekorowano roślinną wicią akantu powtarzającą się w całym kościele. Na balustradzie chóru umieszczono dwa malowidła ze stylizowanymi biało-złotymi krzyżami na czerwonym tle, które otacza dekoracją z liści akantu. Podobny motyw znajdziemy na przyporach i filarach w kościele. Strop w nawie głównej i bocznych dekorowany jest tak samo.

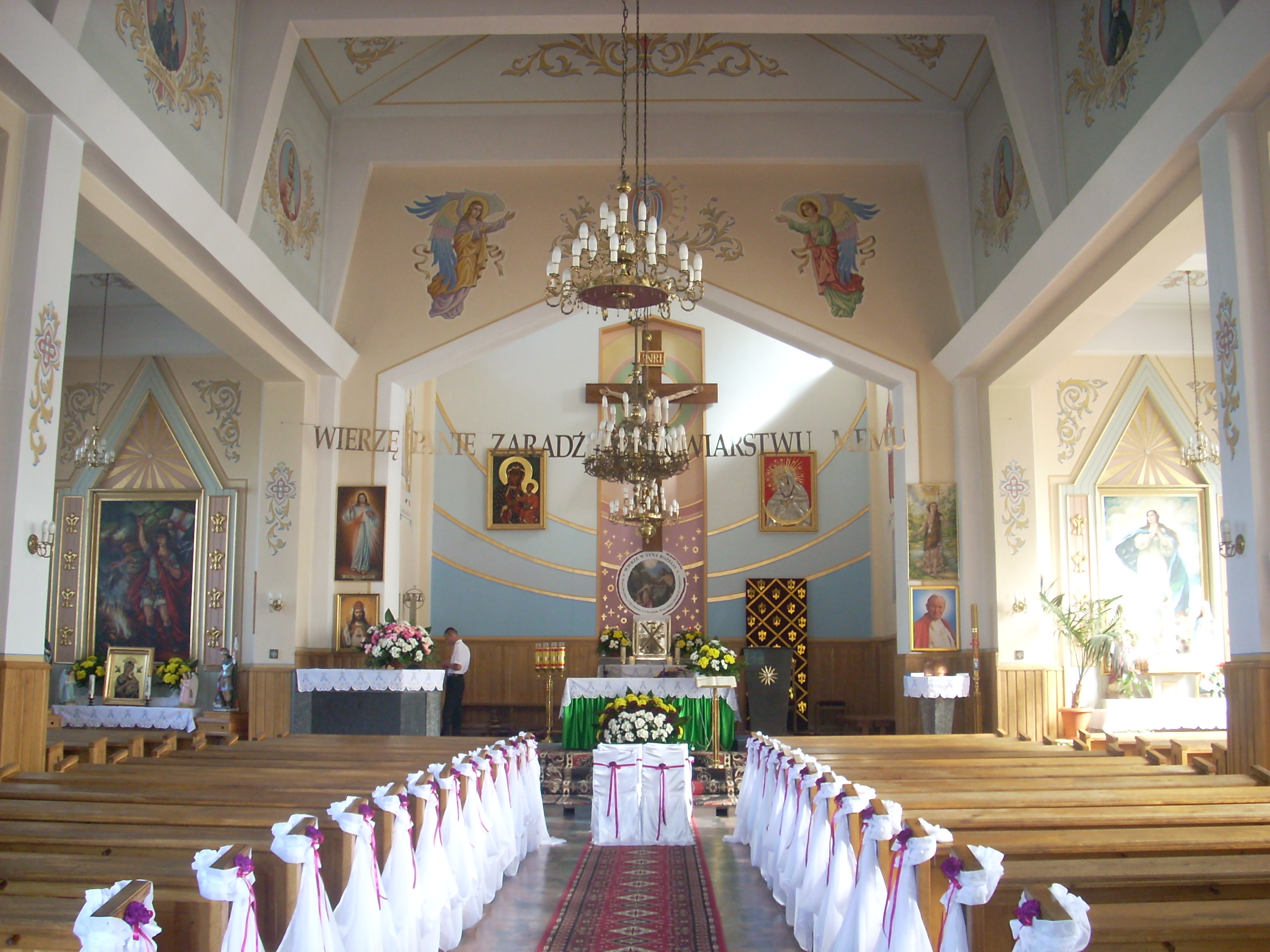
Widok na nawę główną, prezbiterium i ołtarze boczne
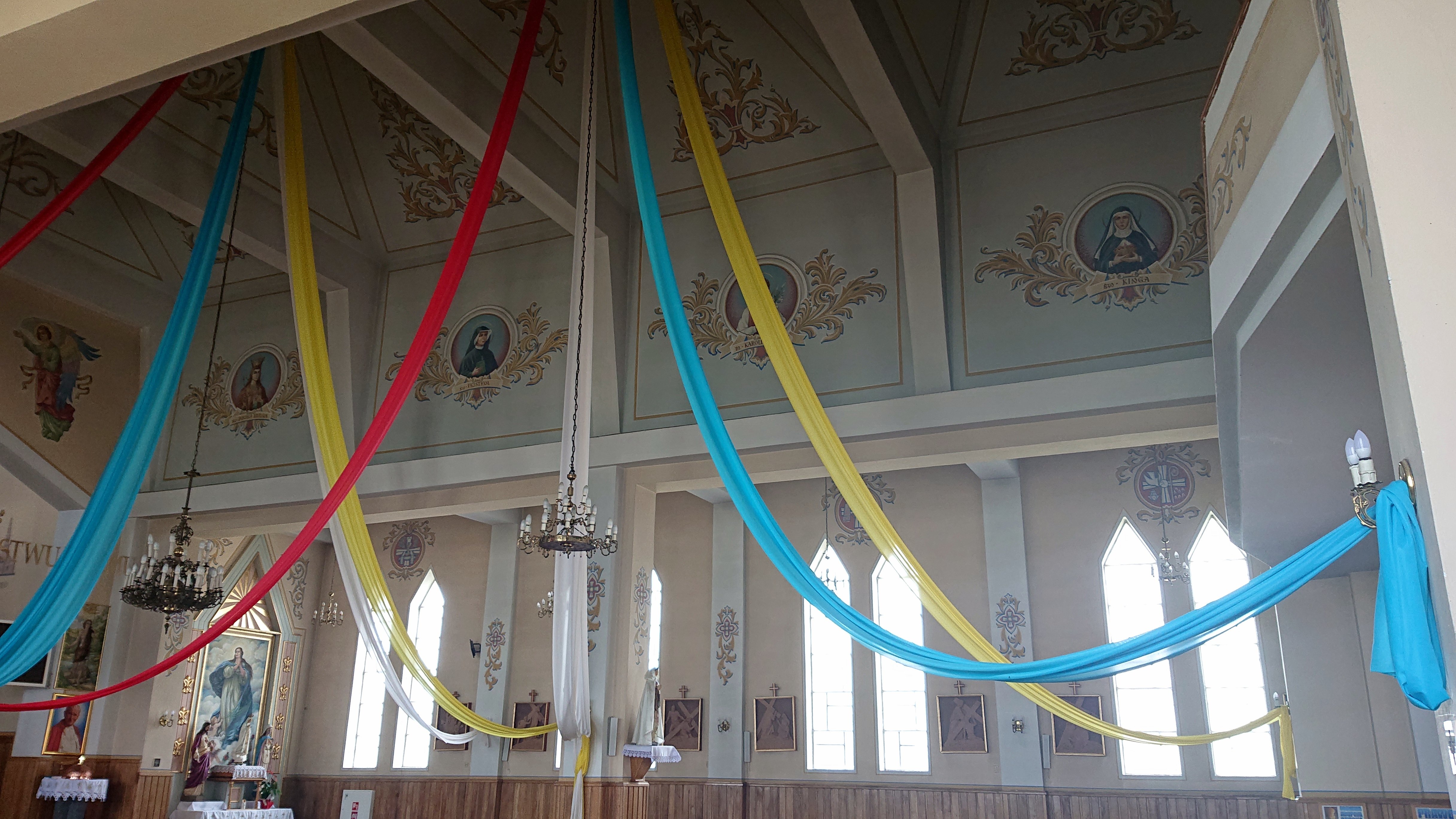
Polichromia w nawie głównej i nawach bocznych
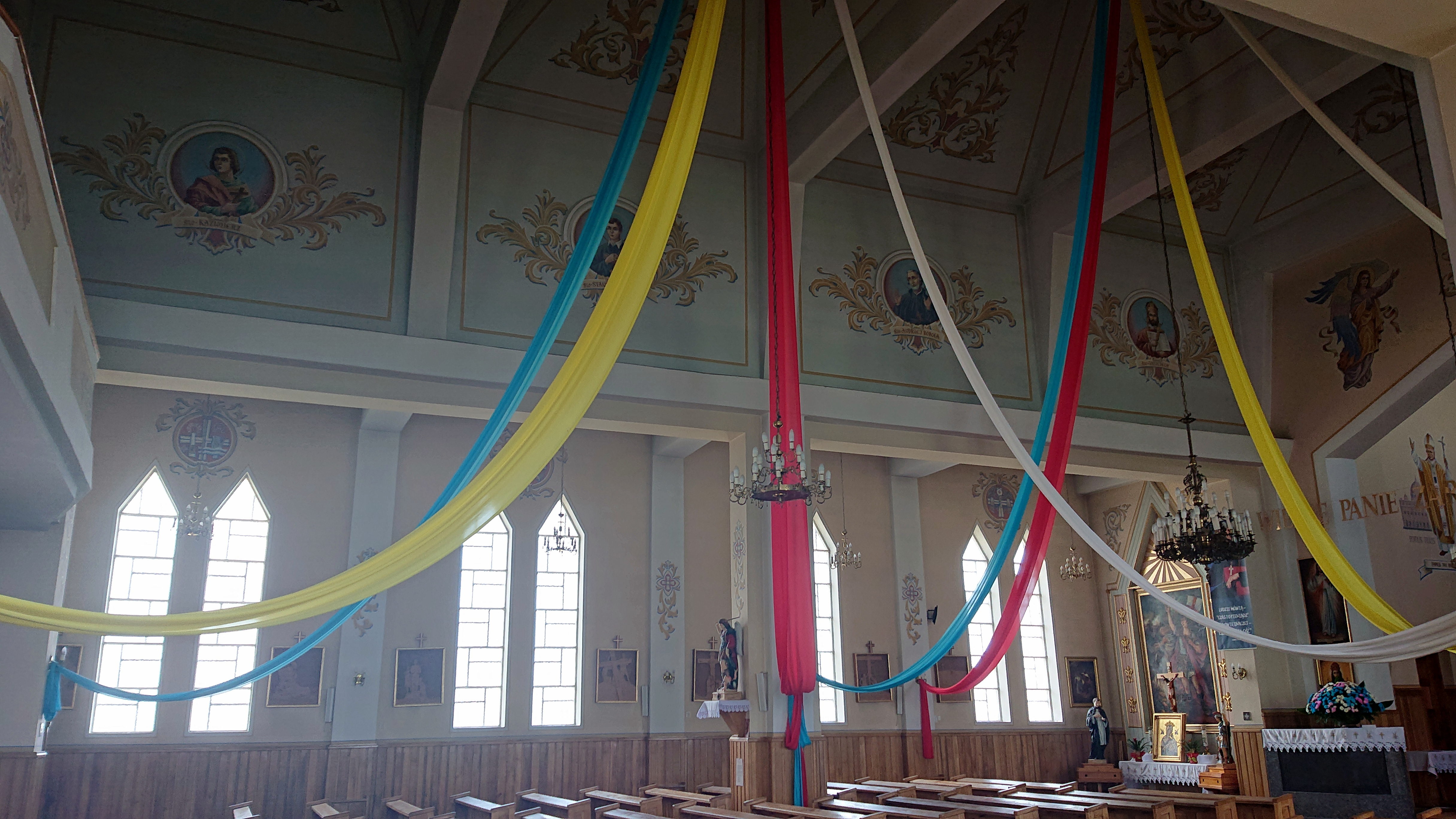
Polichromia w nawie głównej i nawach bocznych
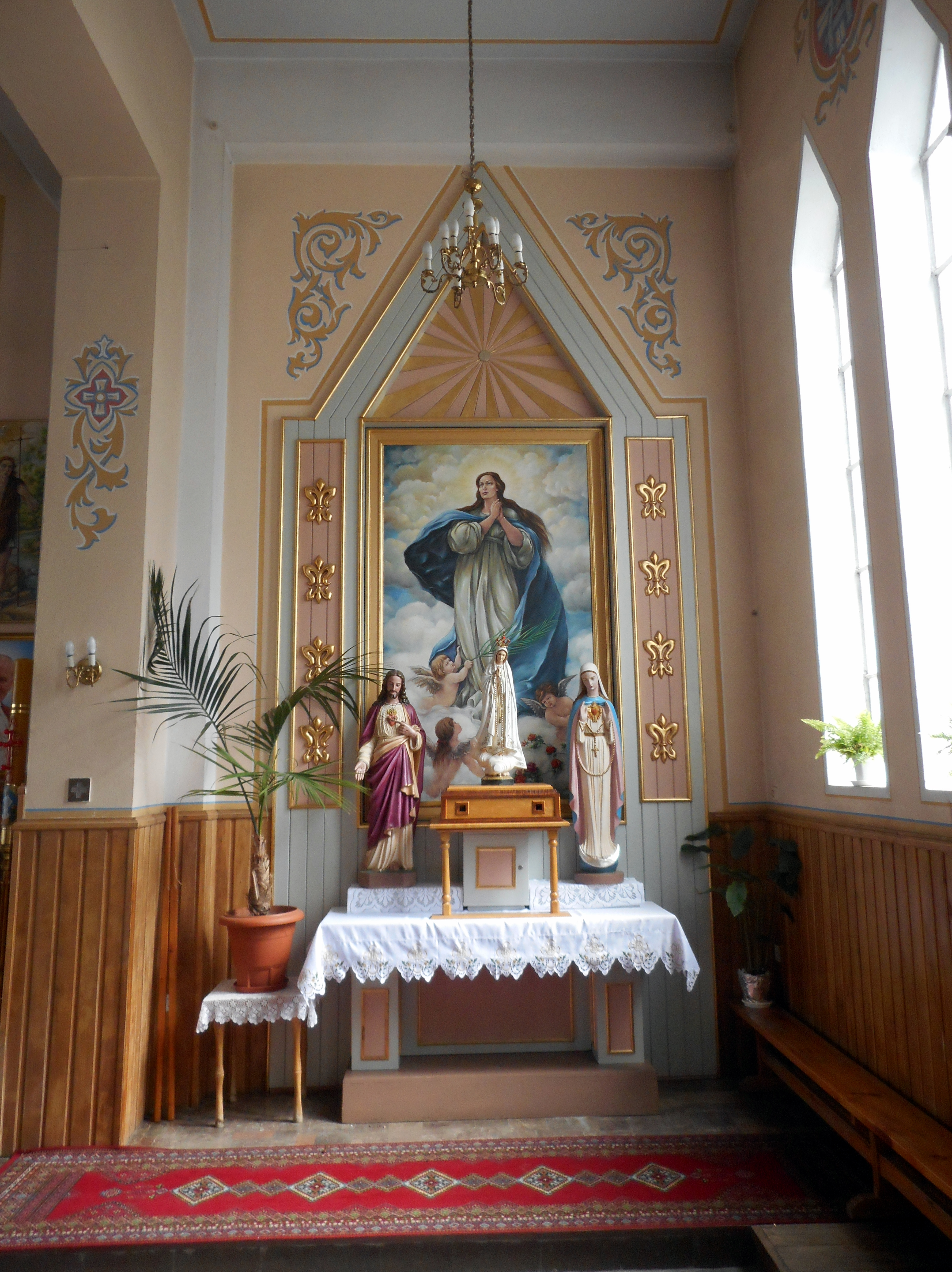
Ołtarz boczny Wniebowzięcia NMP
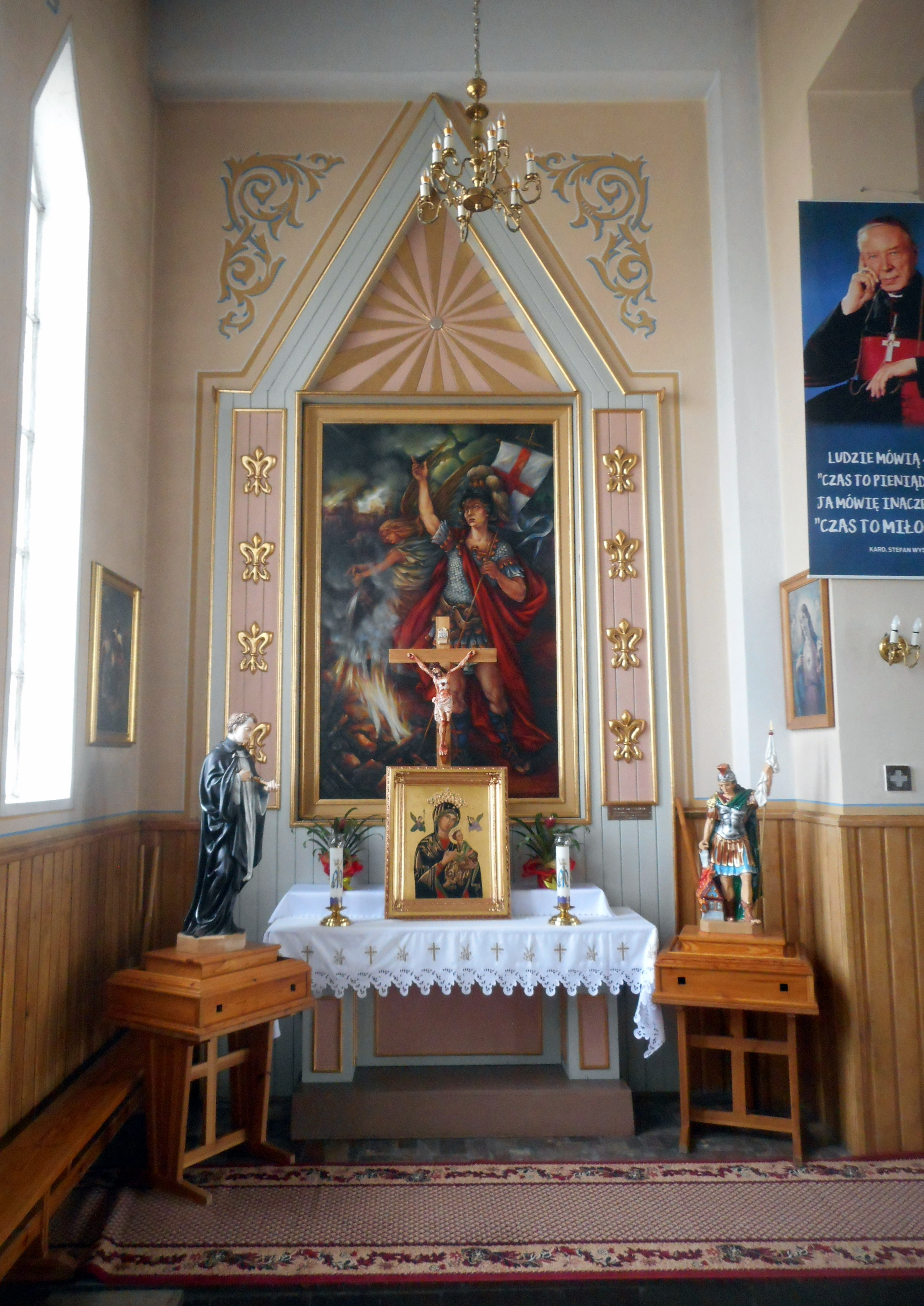
Ołtarz boczny św. Floriana
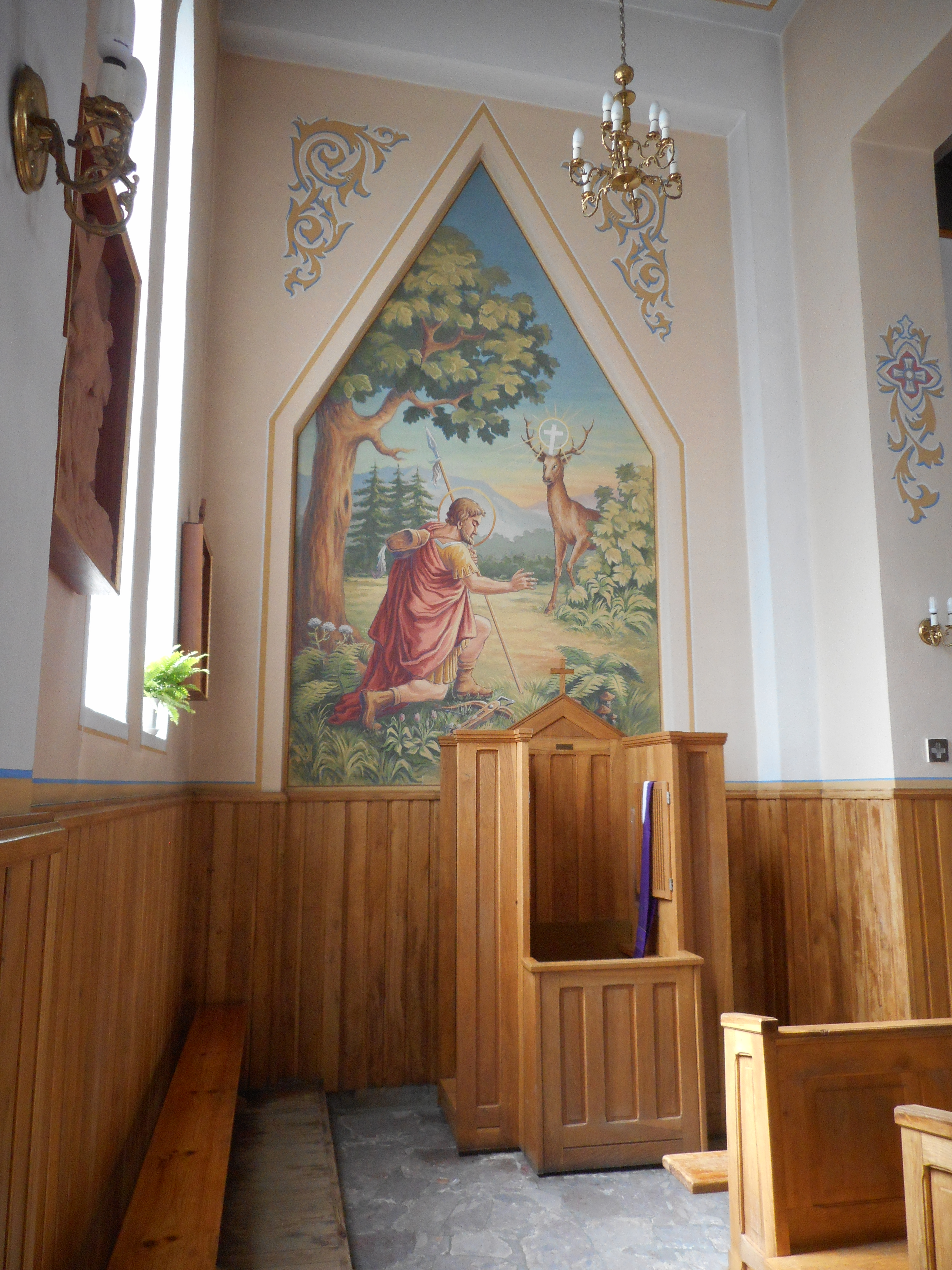
Konfesjonał i polichromia ze św. Hubertem

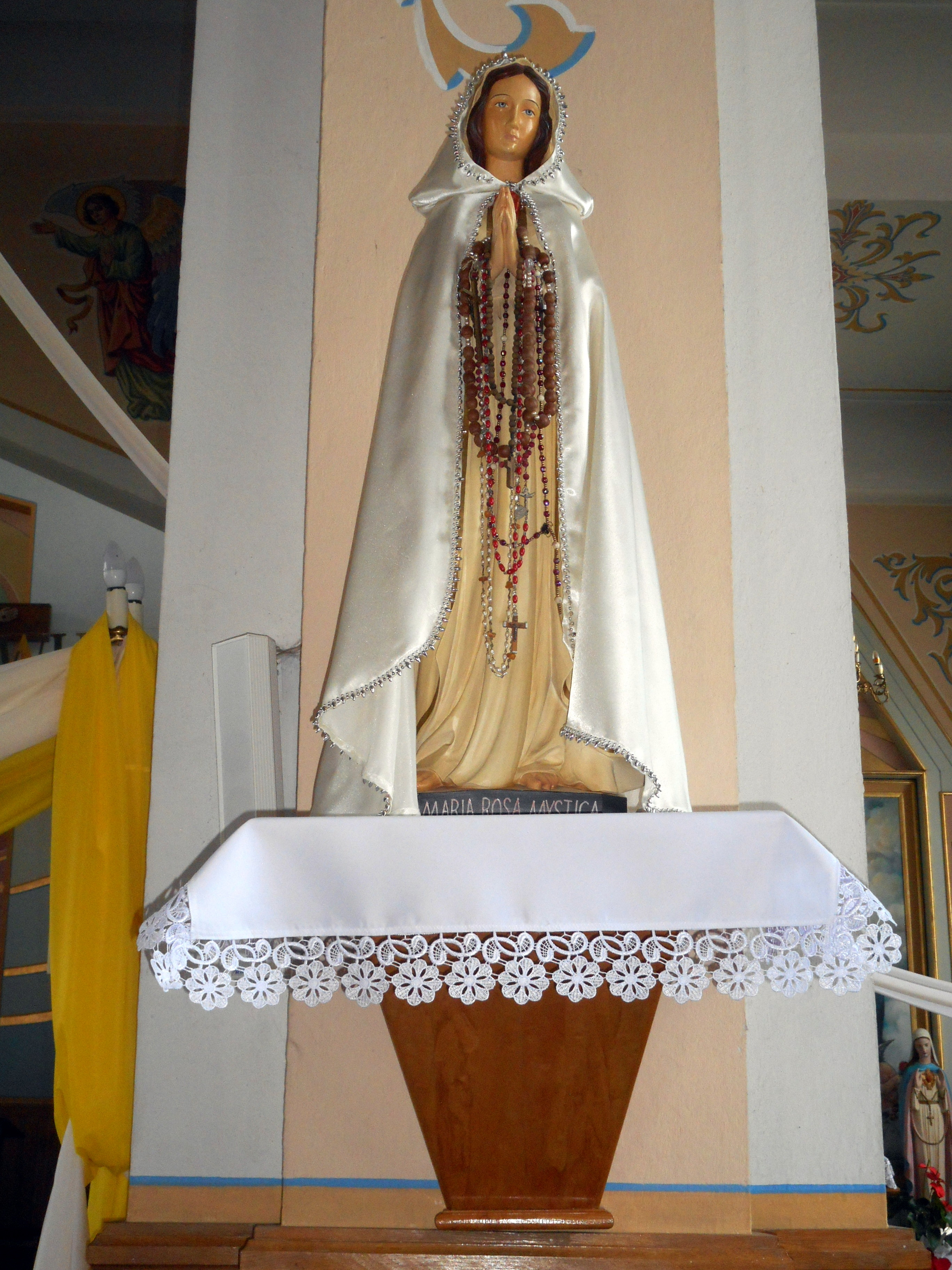
Figura Matki Bożej Róży Duchownej na jednym z filarów

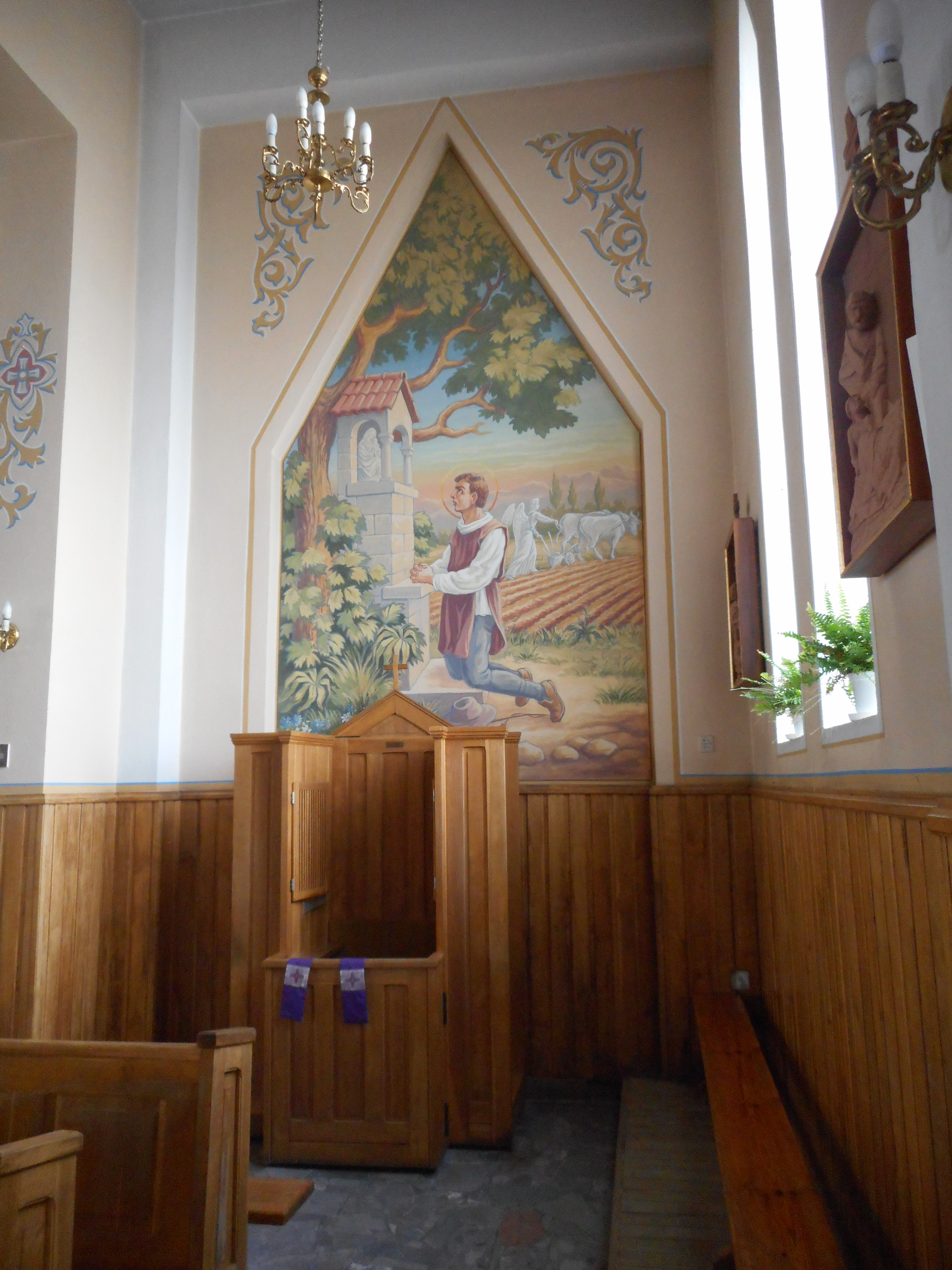
Konfesjonał i polichromia ze św. Izydorem

#### Wyposażenie
W kościele stoją drewniane meble, których większość wykonał stolarz Waldemar Kalinowski z Płocka. Są tu 4 rzędy po 13 ławek. Ławki zaprojektował Stanisław Marzyński. Rząd ławek przed ołtarzem św. Floriana ufundowali Czesława z Chudzików (1920–2003) i Stanisław Władysław (1917–2018) Lesińscy z USA. W pierwszy rzędzie stoją sosnowe ławy bez oparć, a przed nimi ławki o długości 240 cm. W kościele jest ponad 400 miejsc siedzących.
Dwa dębowe filongowe konfesjonały ustawiono w nawach bocznych. To ofiara Tadeusza Sadowskiego z USA. W kościele jest też 8 klęczników-konfesjonałów z drewna jesionowego. W prezbiterium stoją dębowe tapicerowane stołki, krzesło dla celebransa oraz 2 ławy dla ministrantów i kredencja.
Ołtarz główny wykonano z marmuru. Ma wymiary 225 na 90 na 100 cm. Nad ołtarzem wisi wieczna lampka ze starego kościoła. Nad tabernakulum umieszczono dębowy czterometrowy krzyż z figurą Jezusa o wysokości 175 cm. Wyrzeźbił ją Andrzej Staszewski z Krajewa Wielkiego. Krzyż ufundowały Koła Gospodyń Wiejskich z Jednorożca i Kółko Rolnicze z Jednorożca. Na lewo od krzyża wisi olejny obraz Matki Bożej Częstochowskiej o wymiarach 140 na 90 cm, kopia obrazu z Jasnej Góry wykonana przez Wiesława Sawczuka z Warszawy. Obraz to ofiara ks. Mariana Mecha. Po przeciwnej stronie krzyża od 2004 wisi obraz Matki Bożej Ostrobramskiej ufundowany przez jedną z parafianek z Nakła z rodziną.
Na filarach na granicy prezbiterium, nawy głównej i naw bocznych zawieszono obrazy: po lewej stronie olej na płótnie o wymiarach 130 na 70 cm z wizerunkiem Jezusa Miłosiernego autorstwa Wiesława Sawczuka, ofiara Marianny z Kobylińskich (1914–1990) i Franciszka (1913–1996) Bobińskich z Ulatowa-Pogorzeli; po prawej stronie wykonany tą samą techniką i w takim samym rozmiarze obraz św. Jana Chrzciciela, ofiara Eleonory Sobolewskiej z Biłków (1909–1996) z Jednorożca.

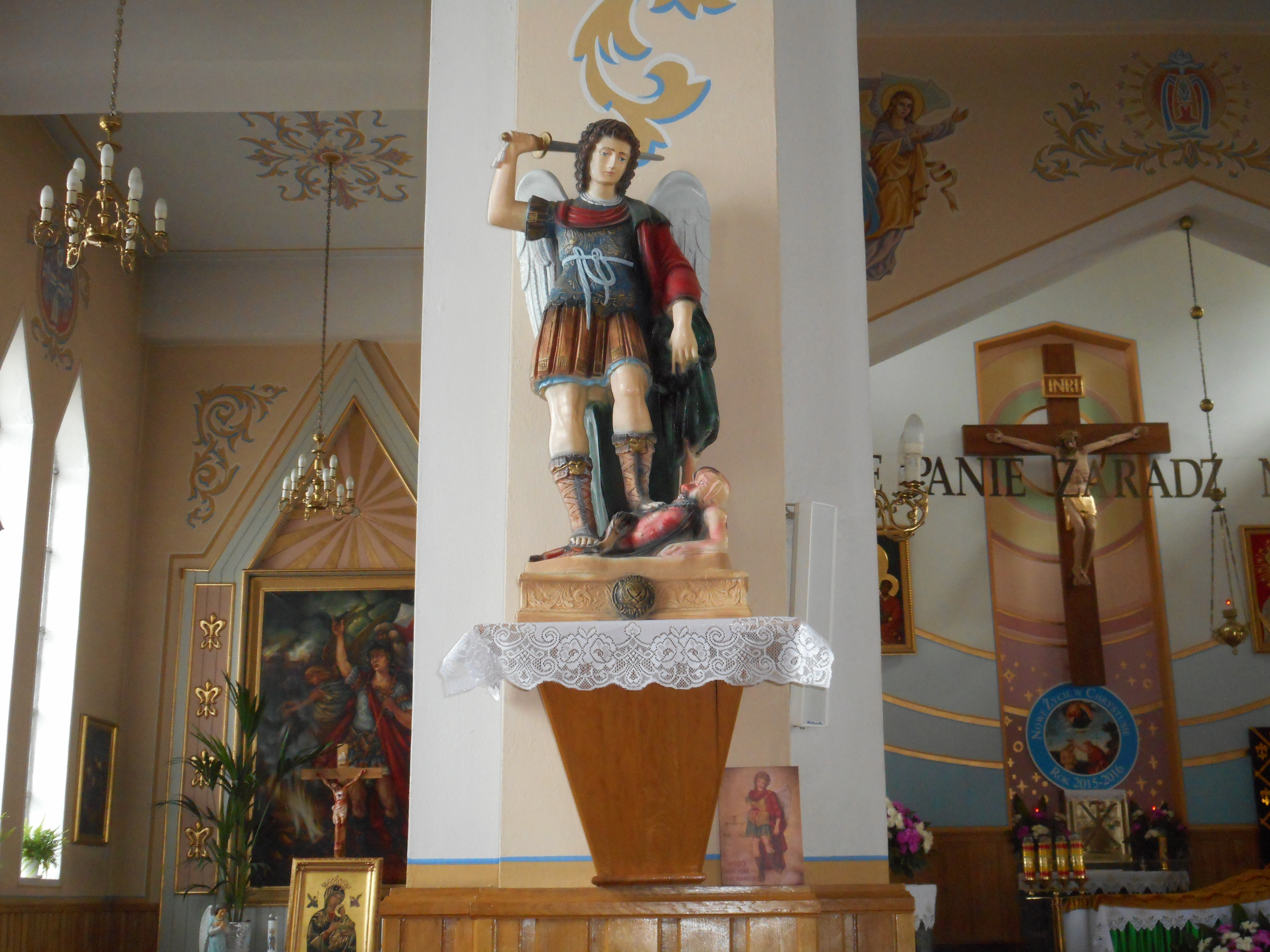
Figura św. Michała Archanioła na jednym z filarów

Ołtarze boczne wykonano z drewna modrzewiowego. Ołtarz boczny Wniebowzięcia NMP znajduje się na stronie lekcji. Obraz Matki Bożej Wniebowziętej (olej na płótnie, 162 na 235 cm) wykonał Wiesław Sawczuk na podstawie dzieła Murilla. Ołtarz sfinansował komitet budowy kościoła. Na ołtarzu od 2001 stoi figura Matki Bożej Fatimskiej, która w 2000–2001 peregrynowała po domach parafii. Ołtarz boczny św. Floriana na stronie ewangelii to ofiara Ochotniczej Straży Pożarnej z Jednorożca. Obraz patrona parafii ma wymiary 162 na 235 cm. Przed ołtarzem św. Floriana stoi Pasyjny Krzyż Serca Jezusowego Końca Czasów. Gdy kościół pokryto polichromią, ołtarze pomalowano na kolory korespondujące ze ścianami i udekorowano złotymi fleur-de-lis, które mają formę drewnianych płaskorzeźb po 4 z każdej strony obrazu w ołtarzu bocznym.
W kościele są też inne obrazy: włoska reprodukcja obrazu Najświętszego Serca Pana Jezusa ze starego kościoła, obraz św. Brunona z Kwerfurtu, obraz Matki Bożej Nieustającej Pomocy ze starego kościoła, dar Bronisławy Zasadzkiej z Biłków (1905–1993) z Jednorożca. Ostatni obraz w 2007 został poddany renowacji, a 3 maja 2007 ponownie założono mu korony. Na filarach oddzielających nawę główną od bocznych stoją: na stronie lekcji figura Matki Bożej Róży Duchownej, na stronie ewangelii figura św. Michała Archanioła.

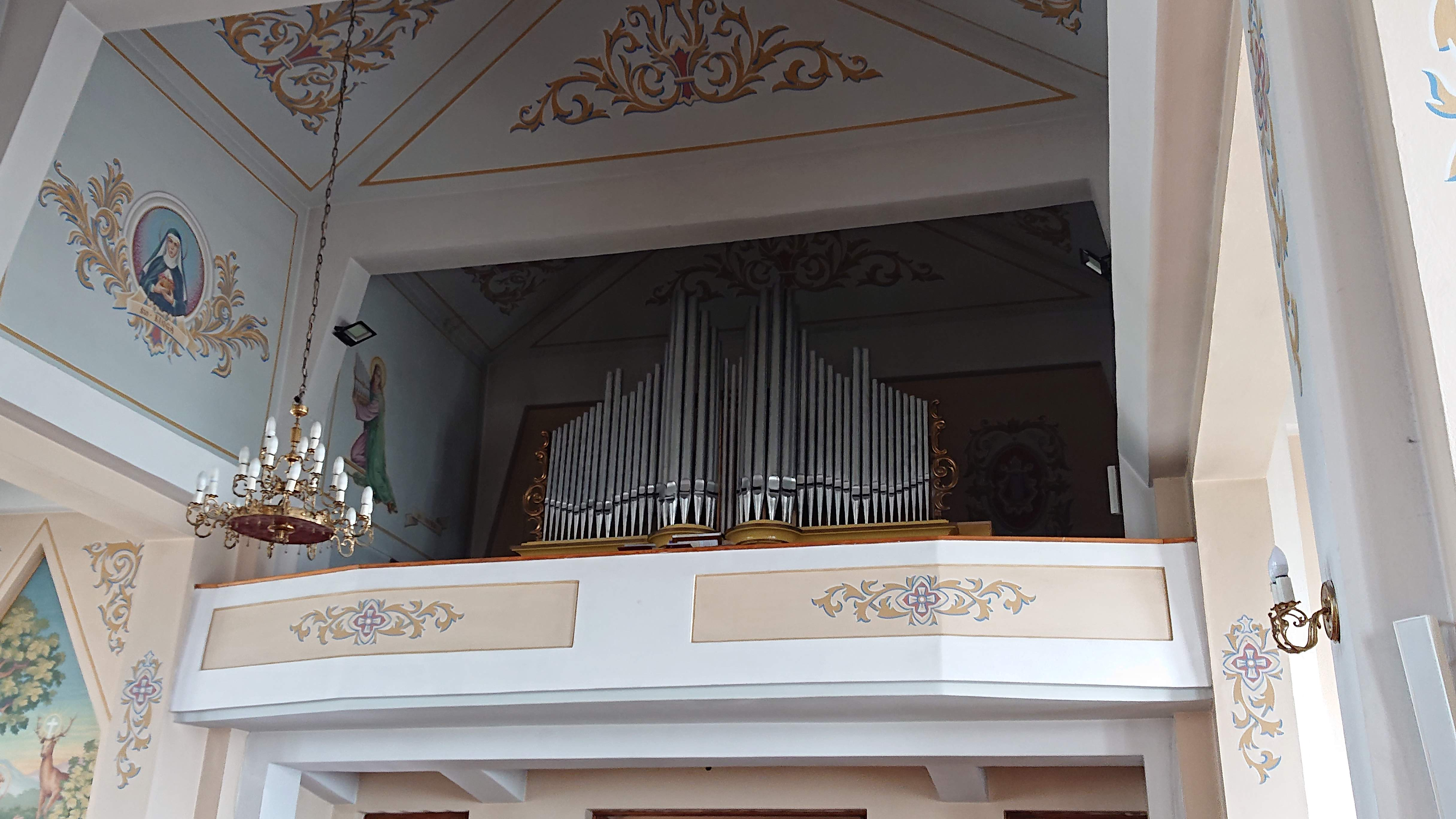
Organy na chórze muzycznym

Na ścianach bocznych kościoła wiszą stacje drogi krzyżowej. Płaskorzeźby w drewnie topolowym oprawionym modrzewiową ramę o wymiarach 66 na 79 cm wykonał Andrzej Staszewski z Krajewa Wielkiego. To dar Stanisława i Genowefy Grabowskich z USA. Przy głównych drzwiach, pod chórem, wiszą dwa dębowe krzyże z Pasyją, jeden ufundowany przez Czesławę Mordwę z Jednorożca, drugi przez Stanisławę Tworkowską z Jednorożca. Krzyże zrobił Waldemar Kalinowski z Płocka, a postaci Jezusa wyrzeźbił Andrzej Staszewski.
W 1986 do murowango kościoła przeniesiono wyremontowane organy. Remont wykonał organista Eugeniusz Bednarek z Kaczanowa. W 2018 instrument poddano konserwacji i rozbudowano go. Zadanie powierzono Romualdowi Milewskiemu z Zambrowa. Z kościoła św. Mikołaja na Czwartku w Lublinie sprowadzono elementy organów, które w 1959 zbudował Wacław Biernacki. Liczbę głosów zwiększono z 6 do 12, a liczbę manuałów z jednego do dwóch. Po rozbudowie klawiatury manuałowe liczą 58 klawiszy (wcześniej 54). Na obudowie instrumentu zamontowano elementy dekoracyjne. Organy są elektropneumatyczne.

## Ziemia parafialna

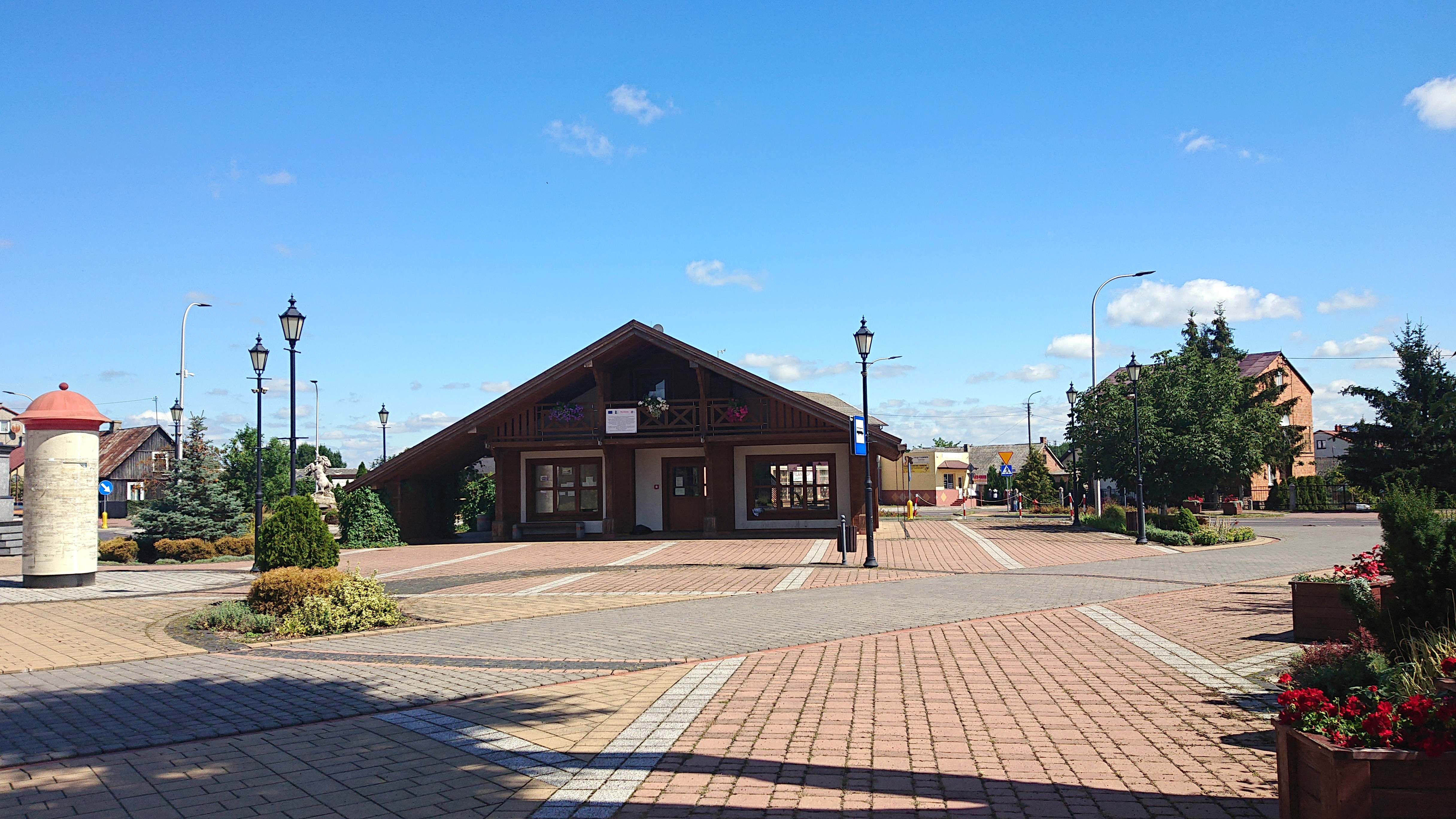
Plac św. Floriana z przystankiem PKS, dawniej część ziemi parafialnej

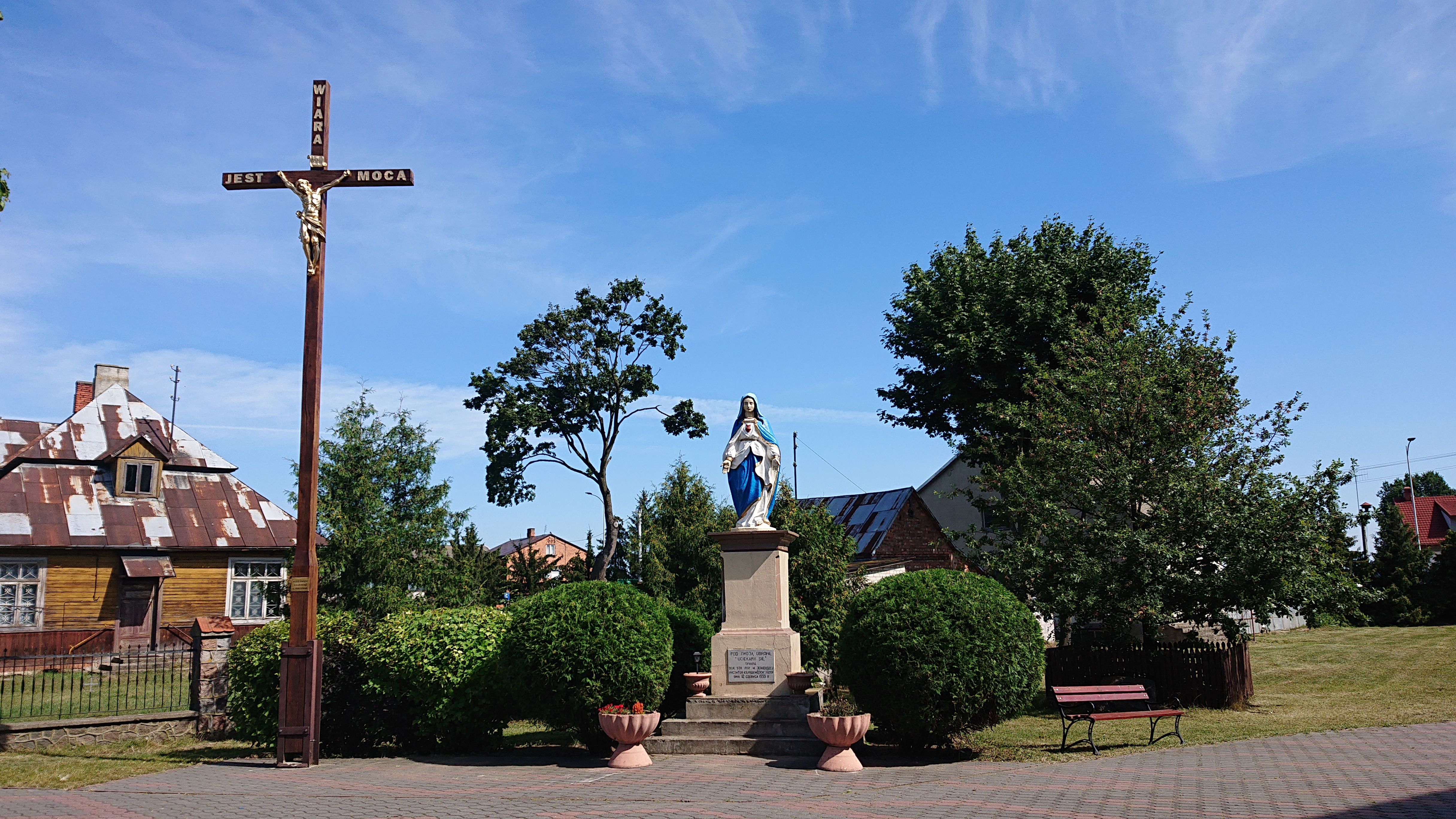
Krzyż misyjny, figura Maryi i dąb papieski

### Uposażenie kapłana
W 1862 wierni przeznaczyli dla kapłana uposażenie w gotówce i ziemi. W 1889 ksiądz dysponował w Jednorożcu 6 morgami gruntu. Wierni zobowiązani byli do świadczenia posług, np. podwody. Kapłan otrzymywał co roku 150 rubli w srebrze. Utrzymywał się z opłat za posługi religijne (chrzty, śluby, pogrzeby itp.) oraz spisanie aktu metrykalnego, z wypominek i intencji mszalnych oraz opłaty za miejsce na cmentarzu. Do 1912 uposażenie księdza wzrosło dwukrotnie do około 6 ha, a wypłata do około 800 rubli rocznie. W okresie międzywojennym proboszcz parafii Jednorożec czerpał dochody z wymienionych źródeł, a także subwencji państwowych, tacy i prywatnych donacji wiernych. Urządzano zbiórki na remonty, zakup potrzebnych sprzętów, ubezpieczenia pożarowe itp. Wierni płacili za miejsce w ławce w kościele. Majątkiem parafialnym administrował proboszcz, a pomagał mu dozór kościelny. Od lat 90. XX wieku proboszcz parafii Jednorożec nie prowadzi gospodarstwa rolnego i utrzymuje się tylko z dobrowolnych ofiar parafian. Pobiera pensję jako nauczyciel religii.

### Ziemia i zabudowania gospodarskie
W 1924 notowano 1 morgę ziemi na kościół i zabudowania gospodarskie, 2 morgi uprawiane przez organistę i kościelnego oraz 11 mórg uprawianych przez proboszcza. Za plebanią był ogród owocowo-warzywny. Zbudowano piwnicę do przechowywania warzyw. Proboszcz korzystał z 8 mórg łąk nad Orzycem i wspólnego pastwiska wiejskiego. W 1938 po komasacji gruntów majątek parafii obejmował 2343 m² gruntu (pod organistówkę), 2 ha 1374 m² (pod plebanię), 5 ha 1681 m² (działka nr 109) gruntu ornego zwanego Pieczyska, pastwisko o powierzchni 2 ha 4506 m² (nr 621) oraz łąki nad Orzycem o powierzchni 3 ha 2919 m² (nr 851). Uprawą ziemi zajmował się kościelny. Uprawiano zboża i rośliny okopowe. Część ziemi ksiądz oddawał w dzierżawę rolnikom z Jednorożca. W pracach pomagali parafianie. 

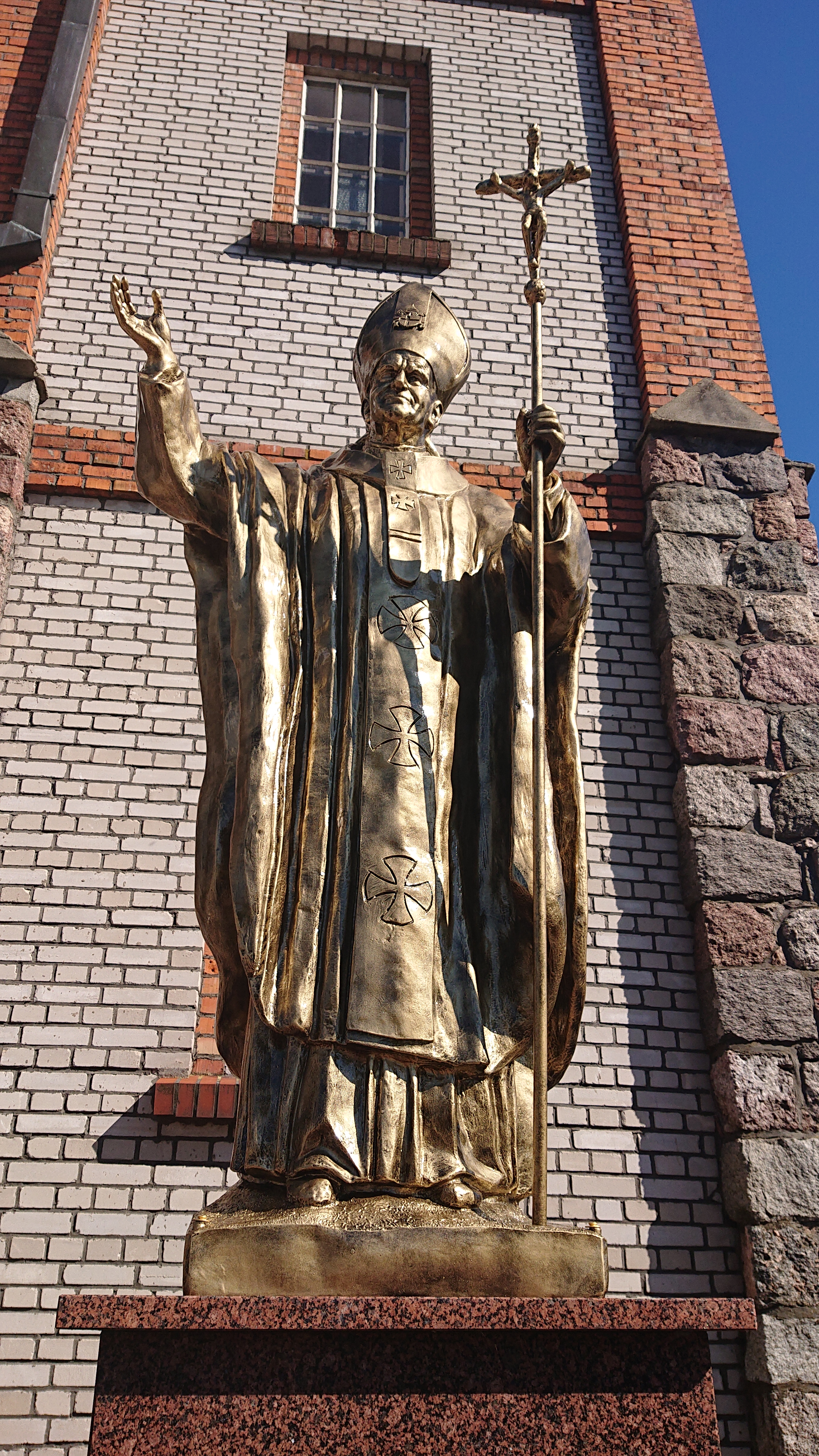
Figura św. Jana Pawła II z 2022 na miejscu starej z 2005

W latach 50., a potem 70. i 80. XX wieku część gruntów parafii Jednorożec wydzierżawiono lub sprzedano m.in. pod kiosk „Ruchu”, przystanek autobusowy i wytyczenie ul. Zdrojowej w Stegnie. W 1989 powierzchnia majątku ziemskiego parafii wynosiła 14,92 ha i obejmowała ziemie klasy V i VI. W 2010 parafia dysponowała gruntami o łącznej powierzchni 15 1829 ha.
Przed I wojną światową na terenie przykościelnym stały stodoła, obora, stajnia, drwalnia, chlewki, kurniki oraz studnia. W międzywojniu zakupiono kierat z sieczkarnią. Nowe budynki wystawiono w latach 80. XX wieku. W 2000 w murowanym spichlerzu urządzono dwukabinową toaletę. W 2019 rozebrano stodołę.
W budynkach gospodarczych proboszcz hodował krowy i świnie. Na podwórzu przy organistówce i plebanii zwierzęta trzymał też kościelny. W latach 80. XX wieku gospodynie hodowały kaczki, kury, perliczki i indyczki. W kolejnej dekadzie w parafii hodowano też owce. Hodowli zwierząt zaprzestano przed 2000.

### Cmentarz przykościelny
Zwyczajowo tak nazywa się teren przykościelny. Określenie ma średniowieczną proweniencję, kiedy wokół kościołów urządzano cmentarze grzebalne. Przed I wojną światową cmentarz przykościelny w Jednorożcu ogrodzono drewnianym parkanem. Drewniana brama była zwieńczona brzozowym rzeźbionym kogutem. W 1913 wystawiono nowe metalowe ogrodzenie. Brama z wykutą datacją 1913 zachowała się do dziś. Po II wojnie światowej ogrodzenie wykonano w formie muru z kamienia łupanego. W latach 80. XX wieku w ogrodzeniu zamontowano metalowe przęsła, wydzielono 6 bram i 5 furtek. W latach 70. XX wieku wokół kościoła wylano betonowy chodnik procesyjny o szerokości 3 m. Po 2000 teren przykościelny wyłożono kostką brukową.

Otoczenie kościoła i Poświętne (ziemię parafialną w pobliżu świątyni i innych zabudowań parafialnych) porastały klony i lipy, od międzywojnia akacje. Później wokół kościoła zasadzono świerki i modrzewie, a część ogrodzenia obsadzono tujami. W czasie budowy murowanego kościoła w obrębie cmentarza przykościelnego od strony ul. Zdrojowej wykopano staw o wymiarach 15 × 35 m. Pływają tu m.in. karasie i karpie. W pobliżu zachowało się kilka drzewek owocowych. W 2006 w pobliżu kościoła posadzono Dąb Papieski. Obok stawu w 2008 posadzono 7 sosen i 3 świerki, tzw. benedyktynki. Na święta Bożego Narodzenia 2001 przed kościołem posadzono wielką choinkę. Współcześnie w tym miejscu rośnie już kolejne drzewo flankowane przez dwa mniejsze świerki. Corocznie w grudniu drzewa są dekorowane. 

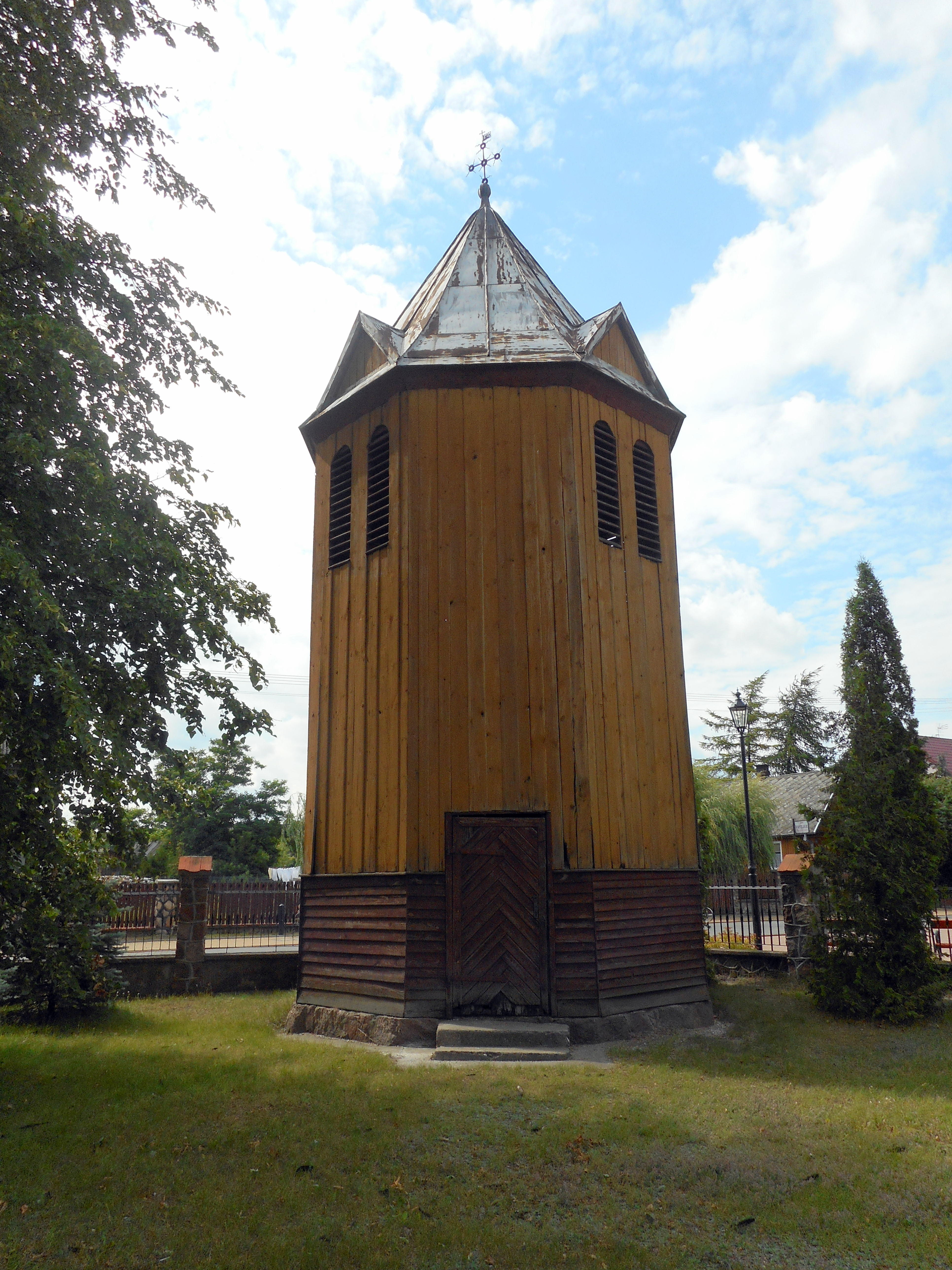
Drewniana dzwonnica przy kościele zbudowana w 1929

W 1955 z inicjatywy ks. Józefa Wójcika przy kościele wystawiono figurę Matki Bożej Niepokalanej. Ufundowali ją strażacy z Ochotniczej Straży Pożarnej w Jednorożcu. Obok stoi krzyż misyjny, pamiątka misji z 2013. Na trzech ramionach krzyża widać napis Wiara jest mocą. Zamieszczono też tabliczkę z napisem MISJE ŚWIĘTE/ 8–15 IX 2013 R. / oo. FRANCISZKANIE. 2 maja 2005, miesiąc po śmierci papieża Jana Pawła II, biskup Stanisław Stefanek poświęcił jego pomnik stojący po prawej stronie głównego wejścia do kościoła w Jednorożcu.
Przy kościele znajduje się ogólnodostępny parking na 32 miejsca, w tym jedno dla osób z niepełnosprawnościami.

### Dzwonnica
Pierwszą dzwonnicę w Jednorożcu zbudowano przed 1868, możliwe, że wraz z wystawieniem kaplicy w 1862. Była drewniana, ośmioboczna, zbudowana w konstrukcji zrębowej, nieszalowana. Pokryto ją drewnianym dachem zwieńczonym rzeźbionym pazdurem i prawdopodobnie krzyżem. Dzwonnica została zniszczona w 1915. 

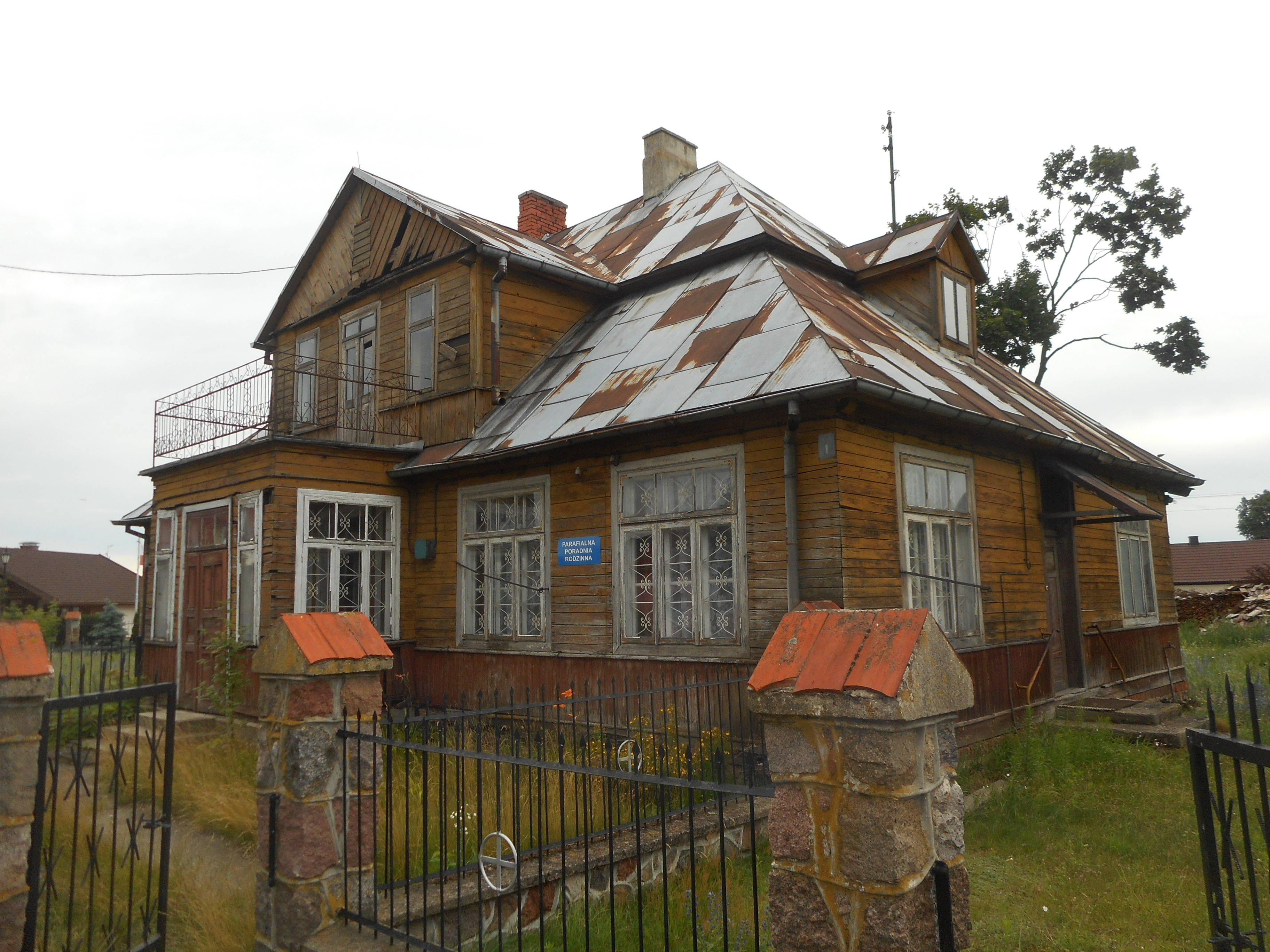
Stara plebania, tzw. organistówka

Nową dzwonnicę wystawiono w 1929 i istnieje do dziś. Jej wystawienie miało uczcić dziesięciolecie niepodległości Polski. Trzy dzwony wykonała firma Kruszewskich z Węgrowa. Dzwonnica została wystawiona w konstrukcji zrębowej na podmurówce kamiennej. Jest szalowana deskami: w części dolnej poziomo, wyżej pionowo. W co drugiej ścianie dzwonnicy (każda ma szerokość niecałych 2 m) umieszczono wąskie biforialne okno zakończone półkoliście. W oknach zamontowano drewniane żaluzje. Dzwonnicę przykrywa dach namiotowy ośmiopołaciowy z blachy cynkowej. W co drugiej płaszczyźnie dachu umieszczono trójkątny szczyt. Kubatura dzwonnicy to 85,5 m³, a powierzchnia użytkowa – 8,5 m². Wnętrze dzwonnicy ma dwie kondygnacje. Całość wieńczy metalowy krzyż z datą 1929. Dzwonnica wymaga remontu. Jest wpisana do gminnej ewidencji zabytków.
W czasie II wojny światowej Niemcy ukradli dzwony. Miały zostać zawieszone w jednym z kościołów w Prusach Wschodnich albo – co bardziej prawdopodobne – przetopione. W 1945 trzej bracia Przybyłkowie przywieźli do Jednorożca dwa dzwony wyszabrowane z któregoś z kościołów z Ziem Odzyskanych. Na dzwonach znajdują się napisy w języku niemieckim informujące o firmie Ulrich&Weule, która wykonała odlew, oraz o jego datacji (1928). W 1986 dzwony przeniesiono do nowo zbudowanej wieży murowanej świątyni. W 2002 na wieży kościelnej zamontowano dzwony elektroniczne, które o określonych godzinach wygrywają melodie pieśni kościelnych.

### Plebania

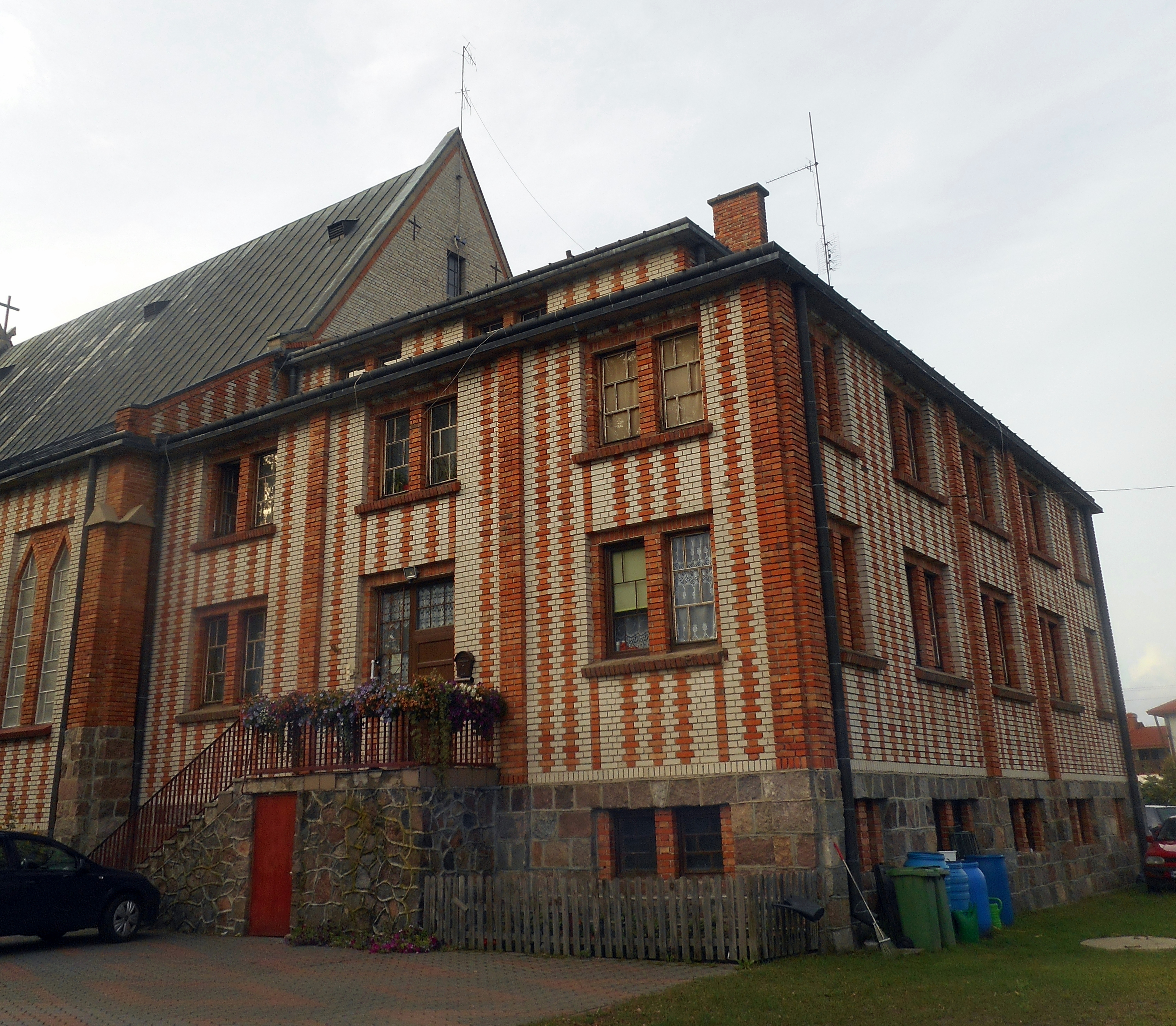
Nowa plebania

W 1882 w Jednorożcu zbudowano drewnianą plebanię. Pierwszym kapłanem, który zamieszkał na stałe w jednorożeckiej plebanii, był skierowany tu w 1892 ks. Izydor Połubiński. Budynek wystawiono w konstrukcji zrębowej, miał dwuspadowy dach. Budynek spalił się w czasie działań wojennych w 1915. Nową plebanię z bali sosnowych wybudowano w czerwcu 1917. Stała na podmurowaniu, miała piwnice, była szeroka na 18 łokci, a długa na 28 łokci. W budynku było 5 pokoi i 2 sienie. Dach pokryto dachówką. W 1940 komisarz niemiecki Dzigiel zarządził rozbiórkę plebanii. Postawiono tu nowy budynek tych samych rozmiarów, ale do 1945 projektu nie dokończono. Niemniej mieszkał tu komisarz, a proboszcz przeniósł się do organistówki.
Po wojnie plebanię remontowano dzięki środkom ze składek parafian. Zdecydowano się jednak wystawić nowy budynek z drewna sosnowego. Składała się z dwóch kuchni i 4 pokoi przeznaczonych zarówno dla proboszcza, jak i kościelnego i jego rodziny. Dobudowano ganek. Budynek wykończono wiosną 1954. Jednokondygnacyjną plebanię postawiono na fundamencie kamiennym i ceglanej podmurówce. Konstrukcja ścian jest sumikowo-łętkowa, więźba dachowa krokwiowo-jętkowa, a łamany dach pokryty blachą cynkową. Elewacje oszalono pionowo do wysokości okien, powyżej poziomo. Nad gankiem zaplanowano balkon. Kiedy w latach 80. XX wieku, po wybudowaniu nowego murowanego kościoła proboszcz wyprowadził się do nowej plebanii, w części starej drewnianej plebanii zamieszkał organista z rodziną. Do 1999 zajmował kuchnię, łazienkę i dwa pokoje. 

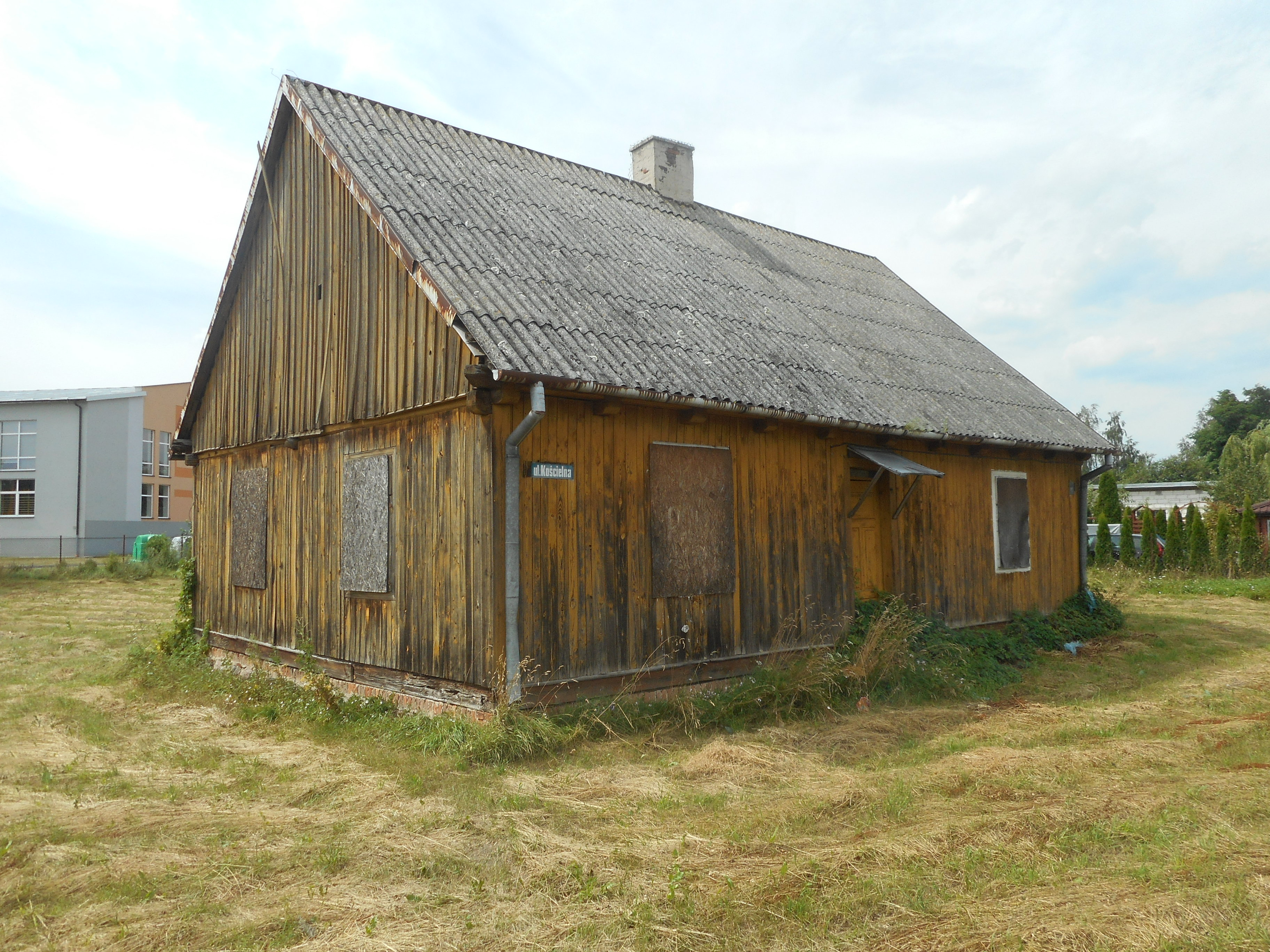
Stara organistówka

Już przed I wojną światową w plebanii znajdowała się kancelaria, w której przechowywano dokumenty parafialne, w tym akta metrykalne. Była tu też biblioteczka parafialna. W 1915 spłonęły akta metrykalne z lat 1914–1915 i biblioteka. Kancelarię zaplanowano więc w nowej plebanii, a później przeniesiono do plebanii wystawionej w latach 50. XX wieku. W Jednorożcu nigdy nie powstał tzw. dom parafialny. Taką funkcję pełniła jedna z sal w plebanii. Gdy do zachowanej do dziś powojennej plebanii sprowadził się organista, część pomieszczeń przeznaczono m.in. na biblioteczkę parafialną, salę spotkań chóru, scholi i oazy.
W latach 80. XX wieku nową plebanię urządzono w skrzydle murowanego kościoła, od jego południowej strony. Postawiono ją na osobnym cokole kamiennym. Jest podpiwniczona i dwupiętrowa. Do plebanii prowadzą dwa wejścia w elewacji wschodniej i zachodniej. Na parterze jest kancelaria parafialna, jadalnia, kuchnia, łazienka, korytarz i hol. Na piętrze są pokoje przeznaczone pierwotnie dla proboszcza, gospodyni i gości, 2 łazienki i toaleta. Współcześnie mieszka tu proboszcz. Na drugim piętrze jest mieszkanie wikariusza (2 pokoje z łazienką).

### Budynki mieszkalne dla kościelnego i organisty

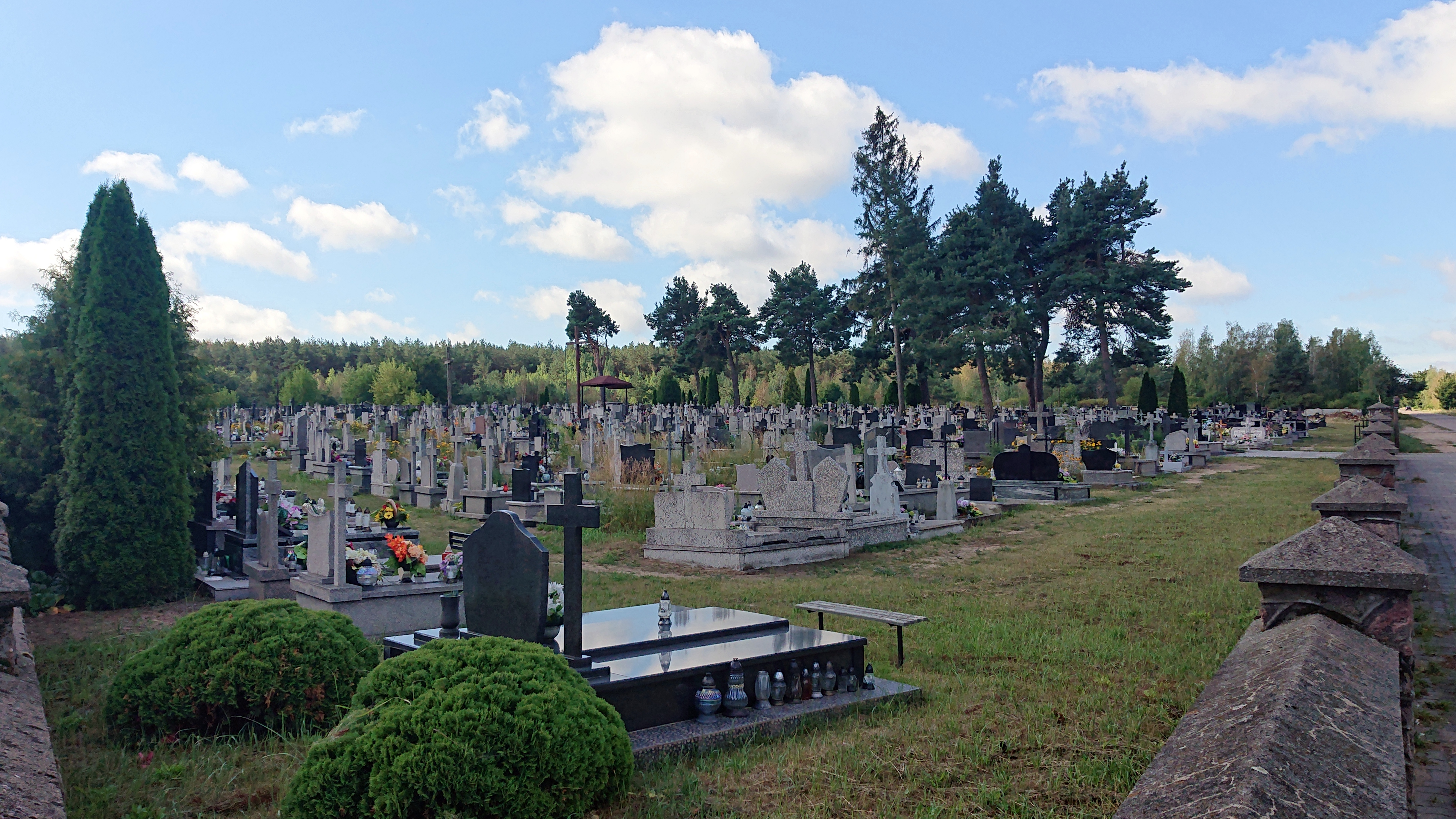
Cmentarz parafialny od strony ul. Odrodzenia

Przed I wojną światową postawiono mieszkanie dla organisty. Budynek spłonął w 1915. Nowy z 5 pokojami zbudowano w październiku 1916. Początkowo mieszkał tu proboszcz i organista. Proboszcz wrócił tu w czasie II wojny światowej, gdy plebanię zajął okupant. Po 1945 w budynku mieszkał organista z rodziną. W 1954 wystawiono nową drewnianą organistówkę o wymiarach identycznych co poprzedni budynek (szerokość 8,7 m, długość 12,3 m, wysokość 2,6 m). Zaplanowano 5 pokoi. Organista i kościelny z rodzinami zajęli po 2 pokoje, piąty przeznaczono na salę do nauki religii. Obok postawiono stodołę i oborę, które w 2020 rozebrano.

### Cmentarz grzebalny

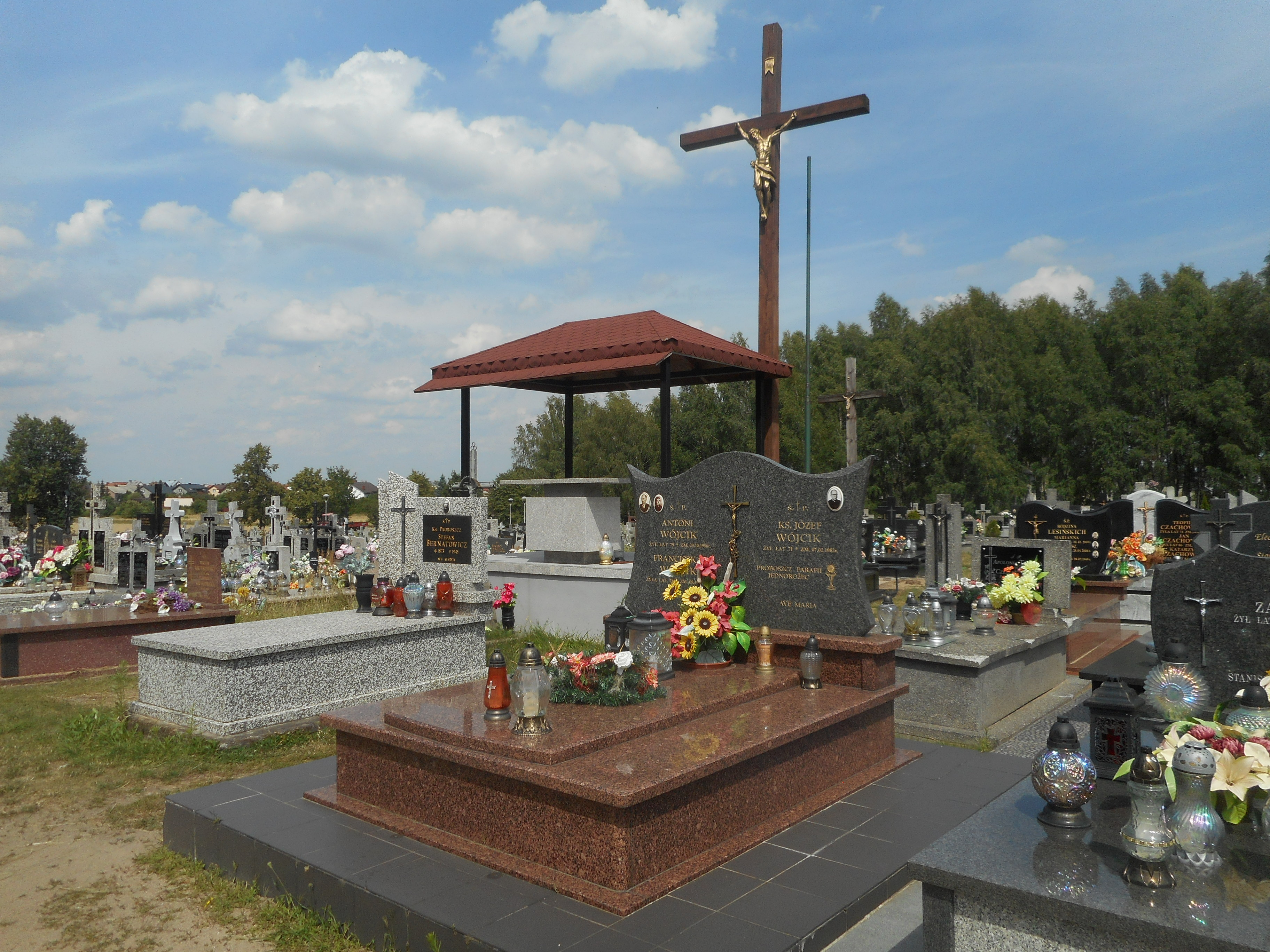
Centralna część cmentarza z ołtarzem, krzyżami i nagrobkami kapłańskimi

W 1888 przy drodze z Jednorożca od Przasnysza wyznaczono cmentarz grzebalny. Wierni z Jednorożca, Stegny, Budzisk i Ulatowa-Pogorzeli uzyskali pozwolenie na chowanie tu zmarłych. W 1915 cmentarz został zniszczony. Po 1918 nekropolia miała powierzchnię 1 ha. W 1931 powiększono ją na zachód. Na przełomie XX i XXI wieku wykonano nowe kamienne ogrodzenie z dwiema bramami i dwiema metalowymi furtkami. Współcześnie cmentarz o powierzchni około 3 ha ma ogrodzenie z trzema metalowymi bramami oraz siedmioma furtkami. W jego granicach rosną klony, brzozy, dęby i świerki.
W 1894 na cmentarzu wystawiono żelazny krzyż osadzony w kamieniu. Istnieje do dziś. W miejscu skrzyżowania głównych dróg na cmentarzu stoi duży krzyż drewniany z Pasją. Obok znajduje się wystawiony w 1984 ołtarz z piaskowca z płytą marmurową. Celebrowane są przy nim msze polowe. W pobliżu stoi niższy drewniany krzyż.
Najcenniejsze nagrobki zachowały się w najstarszej, wschodniej części cmentarza. Są to m.in. nagrobki z obeliskowymi postumentami i kutymi żelaznymi krzyżami z przełomu XIX i XX wieku i międzywojnia oraz klasycyzująca prostokątna stela z piaskowca z płaskorzeźbą anioła na mogile z 1928. Znaleźć tu można nagrobki żołnierskie: grób w południowo-zachodnim narożniku cmentarza, w którym pochowano nieznanych żołnierzy poległych w czasie II wojny światowej, zbiorowa mogiła 7 żołnierzy Ludowego Wojska Polskiego i partyzantów poległych w czasie II wojny światowej, mogiła sapera Jana Janikowskiego, który zginął w 1945, rozbrajając bombę przy jednorożeckim kościele oraz mogiła zbiorowa przy murze od strony północno-wschodniej kryjąca szczątki żołnierzy z oddziału Ruchu Oporu Armii Krajowej pod dowództwem Kazimierza Artyfikiewicza „Trzynastka” poległych 15 lipca 1945 w Lipie.
W czasie II wojny światowej na cmentarzu ukrywano szaty liturgiczne i sprzęty kościelne. W 1939 stworzono tu magazyn z materiałami wybuchowymi należącymi do konspiracyjnej Komendy Siedmiu.

## Duchowieństwo
Listy na podstawie opracowania:

### Duszpasterze

#### Księża z parafii Chorzele posługujący w Jednorożcu
- ks. Franciszek Kamiński (1864–1869)
- ks. Paweł Florian Łaguna (1862–1879)
- ks. Wincenty Hilary Gutkowski (1870–1871)
- ks. Walenty Tercjak (1876–1880)
- ks. Józef Janczewski (1879–1887)
- ks. Franciszek Olszewicz (1882–1888)
- ks. Konstanty Brzóska (1888)
- ks. Hipolit Wawrzyniec Brzóska (1888–1891)
- ks. Bernard Pierzchalski (1888–1892)
- ks. Ignacy Połubiński (1892–1911)
- ks. Józef Ciesielski (1911–1915)

#### Proboszczowie i administratorowie parafii
- ks. Konstanty Lewandowski (1916–1924)
- ks. Wacław Woźniak (1924–1929)
- ks. Julian Tyszka (1929) – administrator
- ks. Stefan Bernatowicz (1929–1945)
- ks. Stefan Morko (1945–1953) – administrator
- ks. Józef Wójcik (1953–1979)
- ks. Jan Krynicki (1979–1983)
- ks. Marian Mech (1983–1991)
- ks. Stanisław Muzal (1991–2000)
- ks. kan Andrzej Kron (2000–2021)
- ks. Wiesław Chmielewski od 2021.

#### Wikariusze
- ks. Witold Chełchowski (1983–1984)
- ks. Adam Bogacki (1984–1986)
- ks. Zbigniew Kołakowski (1986–1988)
- ks. Zbigniew Józef Załęcki (1988–1991)
- ks. Wojciech Goryszewski (1991–1992)
- ks. Jarosław Gołaszewski (1992–1993)
- ks. Robert Piotr Pękała (1993–1994)
- ks. Ryszard Żebrowski (1994–1996)
- ks. Artur Szurawski (1996–1999)
- ks. Janusz Strzelczyk (1999)
- ks. Zbigniew Andrzej Prusiński (1999–2000)
- ks. Marek Średnicki (2000–2004)
- ks. Łukasz Grabowski (2004–2006)
- ks. Andrzej Gromadzki (2006–2008)
- ks. Tomasz Kurek (2008–2012)
- ks. Tomasz Czarnowski (2012–2015)
- ks. Zbigniew Kierzkowski (2015–2016)
- ks. Grzegorz Deluga (od 2016)

### Kapłani pochodzący z parafii
- ks. Kazimierz Żbikowski (1907–1985)
- ks. Ryszard Dybiński (*1939)
- ks. Tomasz Wilga (*1969)
- ks. Cezary Opalach (*1970)
- ks. Tomek Mąka (*1976)
- ks. Mariusz Szulc (*1987)

## Pracownicy świeccy
Listy na podstawie opracowania:

### Kościelni
- Piotr Raćkowski (1889–1893)
- Kazimierz Berk (1894–1899)
- Franciszek Opalach 1889–1912
- Walenty Przybyłek (1913–1915?)
- Józef Łukasiak (1929–1931)
- Stanisław Piotrak (1931–1935)
- Jakub Piotrak (1936–1957)
- Józef Mordwa
- Bolesław Bakuła (1965–1969)
- Jan Piotrak (1965–1966)
- Arkadiusz Gomółkiewicz (1966–1973, 1974–1988)
- Ryszard Michalak (1988–1989)
- Edward Sobieraj (1990–1995)
- Dariusz Piotrak (1996–1998)
- Kazimierz Kaczyński (2000–2008)
- Robert Paweł Ziółkowski (2008–2013)
- Wojciech Pietrzak (2013–2022)

### Organiści
- Andrzej Fronczak
- Franciszek Wróblewski (1896–1906)
- Jan Bojarski (1906–1911)
- Feliks Guzowski (1911–1913)
- Wacław Włodarczyk (1925–1929)
- Ryszard Lankiewicz (1930)
- Edmund Pypkowski (1931–1932)
- Franciszek Arczyński (1932–1934, 1936–1940)
- Marian Dionizy Bednarski (1934–1936)
- Jan Tabaka (1941–1945)
- Kazimierz Fronczak
- Feliks Kowalski (1953–1958)
- Stanisław Bednarczyk (1958–1963)
- Kazimierz Ambroziak (1963–1964)
- Jan Budny (1964–1969)
- Józef Kocięda (1969–1972)
- Zdzisław Modzelewski (1970–1974)
- Kazimierz Cichocki (1972)
- Tadeusz Antoni Ziółkowski (1972–1982)
- Bogdan Jakubowski (1985–2022)

### Katechetki
W okresie międzywojennym, po II wojnie światowej oraz od 1990, gdy religia wróciła do szkół, katechezę w parafii Jednorożec prowadziło łącznie 8 osób: Kazimiera Popowiczówna (w drugiej połowie lat 30 XX wieku), Apolonia Kulesza (prawdopodobnie w latach 1945–1953), Jolanta Ewa Gacioch (1991–2001), Regina Rekosz (1990–2018), Bożena Rumińska (1994–2017), Małgorzata Ladzińska (2003–2005), Elżbieta Jachimowska (od 1999) i Anna Mikołajewska (od 2012). Dodatkowo w okresie PRL w punktach katechetycznych na terenie parafii oprócz księży religii nauczali organiści.

### Brastewni
Brastewni odpowiadali za zbieranie „tacy”, organizację procesji eucharystycznych oraz noszenie niektórych paramentów. Czasem byli członkami rady parafialnej. Ustalono nazwiska 29 brastewnych (Marcin Piotrak, Marcin Chudzik, Piotr Piotrak, Aleksander Mordwa, Antoni Bakuła, Stanisław Grabowski, Bronisław Pogorzelski, Konstanty Merchel, Bronisław Furman, Jan Król, Teofil Tański, Bronisław Mordwa, Jan Wilga, Franciszek Mordwa, Jan Kardaś, Marian Wilga, Józef Łukasiak, Franciszek Obrębski, Stefan Opalach, Stanisław Berk, Józef Sobolewski, Stefan Brzozowy, Kazimierz Przybyłek, Szczepan Wilga, Franciszek Brzozowy, Jan Bakuła, Krzysztof Gładek, Sławomir Szymański, Piotr Obrębski).

### Gospodynie
Ustalono imiona i nazwiska 12 gospodyń pracujących w parafii Jednorożec: Anna Łysakowska (1912), Antonina Ferenc (1912), Sabina Stanisława Pupik (1916–1924), Józefa Anna Bojarska (okres międzywojenny), Genowefa Boczkowska (1929–1945), Karolina Łach (1953–1979), Czesława Mordwa (od lat 50. XX wieku do 1979), Teresa Krawczak (1979–1983), Zofia Krawczak (1983–1991), Genowefa Mech (1983–1989), Genowefa Wiśniewska (1991–2000) i Agnieszka Szabała (od 2003).